# Żydzi aszkenazyjscy
Żydzi aszkenazyjscy, również aszkenazyjczycy lub aszkenazim (hebr. ‏אַשְׁכְּנַזִּים‎ (l.mn.) oraz ‏יְהוּדֵי אַשְׁכְּנַז‎ jehudej aszkenaz, „Żydzi z Aszkenazu”) – Żydzi zamieszkujący Europę Środkową, Wschodnią i częściowo Zachodnią, a od XVII wieku również Amerykę.
Nazwa „aszkenazi” wywodzi się od Aszkanaza, postaci biblijnej i pierworodnego syna Gomera (Ks. Rodzaju X). W literaturze rabinicznej królestwo Aszkanaza pierwotnie związane było z ziemiami zamieszkanymi przez Scytów, następnie Słowian, zaś od XI wieku z Europą Północną i Niemcami. Gdy w czasach późniejszych główne ośrodki żydowskiego nauczania skupiły się w Niemczech, Żydów zamieszkujących Europę Zachodnią i Środkową, zaczęto nazywać aszkenazim (aszkenazyjczykami).
Pomiędzy XI a XIX wiekiem wielu Żydów aszkenazyjskich emigrowało na wschód, m.in. do Czech, Węgier, Rzeczypospolitej i do Rosji, czyli na tereny zamieszkałe przez ludność nieposługującą się językami germańskimi. Przenieśli ze sobą jidysz, język wywodzący się z dialektu wysokoniemieckiego i zapisywany alfabetem hebrajskim. Jidysz stopniowo ewoluował i stał się lingua franca aszkenazyjskich Żydów. Wspólnoty żydowskie trzech miast wzdłuż Renu: Spiry, Wormacji i Moguncji, utworzyły ligę zwaną miastami SzUM. Miasta te były kolebką kultury i liturgii aszkenazyjskiej.
Mimo że w XI wieku Żydzi aszkenazyjscy stanowili jedynie 3% ludności żydowskiej na świecie, w 1931 roku stanowili ok. 92%. Dziś liczbę tę można szacować na 80%. Większość wspólnot żydowskich wywodzących się z Europy, z wyjątkiem regionu Morza Śródziemnego, to wspólnoty aszkenazyjskie.

## Definicja
Nie istnieje dzisiaj jedna definicja bycia Żydem, zarówno z punktu widzenia rozbieżności stanowisk współczesnych denominacji judaizmu, żydowskiej opinii publicznej, jak i w sensie potocznym, gdy żydowskość może być pojmowana albo jako obejmująca zarówno religijnych i świeckich Żydów, albo wyłącznie religijnych. Utrudnia to zdefiniowanie, kto jest aszkenazyjskim Żydem.
Większość Żydów aszekanazyjskich nie mieszka dziś w Europie Środkowo-Wschodniej, co powoduje, że dawna izolacja, która warunkowała powstanie odrębnej tradycji religijnej i kultury, zanikła. Ponadto pojęcie aszkenazi używane bywa w nietradycyjnym kontekście, zwłaszcza w Izraelu. Zgodnie z wykładnią judaizmu ortodoksyjnego i konserwatywnego, Żydem jest albo ten, którego matka jest Żydówką, albo osoba wyznająca judaizm. Skutkiem tego, osoba może być określana jako aszkenazi, jednak nie być uznawana w ramach tych denominacji za Żyda.

### Aspekt religijny
Oprócz halachy, tj. prawa religijnego oraz różnic w jego interpretacjach, wśród religijnych Żydów zamieszkujących różne regiony geograficzne rozwinęły się z czasem różne zwyczaje, zwane Minhagim. Wśród Żydów ortodoksyjnych, niektóre szczegóły dotyczące ślubu dwojga osób o odmiennym kulturowo pochodzeniu, konwersji osoby nieżydowskiej na judaizm oraz powrotu osoby niepraktykującej do tradycyjnego judaizmu wymagają ustalenia pochodzenia kulturowego, aby określić właściwy dla niej zwyczaj (minhag). W tym kontekście „aszkenazyjski” odnosi się zarówno do samego rodowodu rodziny, jak i zbioru zwyczajów. Innymi grupami zwyczajów są np. minhag sefardyjski lub mizrachijski. Zgodnie z tradycją, gdy panna pochodzenia sefardyjskiego lub mizrachijskiego, biorąc ślub, wchodzi do domu o aszkenazyjskiej tradycji ortodoksyjnej lub haredi, wychowuje dzieci w minhagu aszkenazyjskim. Z kolei oczekuje się, że aszkenazyjka wychodząca za sefardyjczyka lub mizrachijczyka powinna wychować dzieci w praktyce sefardyjskiej. W praktyce jednak wiele rodzin idzie na kompromisy. Minhag, który powinien praktykować konwertyta zależy od sądu religijnego, w którym odbyła się konwersja.
Wraz z integracją Żydów ze świata w Izraelu, Ameryce Północnej i innych miejscach świata, definicja religijna żydowskości aszkenazyjskiej rozmywa się, zwłaszcza poza judaizmem ortodoksyjnym. Wielu sefardyjczyków i mizrachijczyków włączyło się w ruchy liberalne, powstałe w łonie judaizmu aszkenazyjskiego. W ostatnich dekadach kongregacje, do których dołączyli, często absorbowały nowe tradycje do swojego minhagu. Rabini i chazanowie większości z nieortodoksyjnych ruchów podczas studiowania języka hebrajskiego w Izraelu, uczą się wymowy sefardyjskiej tego języka. Kongregacje aszkenazyjskie adaptują do zbioru modlitw i pieśni tradycyjnych melodie sefardyjskie lub nowoczesne izraelskie. Owa stopniowa fuzja tradycji rozpoczęła się w połowie XX wieku i dotyczy wszystkich kongregacji z wyjątkiem tych najbardziej tradycyjnych.

### Aspekt kulturowy
Z punktu widzenia kultury żydowskość aszkenazyjską można utożsamić z koncepcją Jidyszkajt (z jid. żydowskość). Przed okresem haskali (oświecenia żydowskiego) oraz żydowskiej emancypacji w Europie oznaczało to studiowanie Tory i Talmudu przez mężczyzn oraz życie rodziny i społeczności w duchu praktykowania żydowskiego prawa religijnego przez mężczyzn i kobiety. Pomiędzy Nadrenią, Rygą a Rumunią większość Żydów modliła się w aszkenazyjskiej odmianie języka hebrajskiego, zaś mówiła w jidysz w życiu codziennym.
Znamienną cechą kultury aszkenazyjskiej jest język jidysz, którego początki sięgają około X wieku. Przed II wojną światową mówiło nim pomiędzy 10 a 13 milionów osób. Dokonana w Europie zbrodnia Holocaustu, asymilacja językowa w Ameryce Północnej oraz wybór w Izraelu języka hebrajskiego jako języka państwowego sprawiły, że na początku XXI wieku mówi nim ok. 1,8 mln osób. Język jidysz, jego literatura, czasopisma i piosenki stanowią więc kulturowy wyróżnik aszkenazyjskości.
Po okresie modernizacji jidyszkajt zaczęła obejmować szerszy krąg zjawisk, w których Żydzi aszkenazyjscy zachowali swoją specyfikę. Mimo że dziś językiem jidysz posługuje się o wiele mniej osób niż przed II wojną światową, jidyszkajt można związać ze szczególnym sposobem wyrażania się, poczuciem humoru czy typami skojarzeń. Własną specyfikę ma również kuchnia aszkenazyjska, w tym np. karp po żydowsku, chałka, maca, gefilte fisz (pulpety rybne) „kawior żydowski” (pasta z wątróbek), sałatka galicyjska, koszerna śliwowica czy strudel.

### Aspekt etniczny
W sensie etnicznym Żydem aszkenazyjskim jest osoba, której żydowscy przodkowie wywodzą się ze Środkowej i Wschodniej Europy. Przez okres około tysiąca lat aszkenazyjczycy, pomimo zamieszkiwania na obszarze wielu państw i narodów, pod względem reprodukcyjnym byli ludnością odizolowaną. Wypływy i dopływy z powodu migracji, konwersji, małżeństw mieszanych z ludnością nieżydowską oraz innymi grupami Żydów były nieznaczne. Genetycy zidentyfikowali zmienności genetyczne o wysokim prawdopodobieństwie występowania wśród Żydów aszkenazyjskich, w odróżnieniu od ogólnej ludności europejskiej. Dotyczy to zarówno męskich markerów genetycznych (haplotypy w chromosomie Y), jak i żeńskich (w mitochondriach). Jednakże od połowy XX wieku widoczny jest znaczny wzrost małżeństw mieszanych, zarówno z osobami spośród innych grup żydowskich, jak i innych narodów.
Badania genetyczne przeprowadzone w 2006 roku wykazały, że aszkenazyjscy Żydzi stanowią wyraźną, względnie jednorodną podgrupę genetyczną. Oznacza to, że niezależnie od tego, czy przodkowie aszkenazyjczyków pochodzą z Polski, Rosji, Węgier, Litwy czy innego miejsca obszaru Europy środkowo-wschodniej, należą oni do tej samej grupy etnicznej.

## Historia

### Żydzi w Europie przed kulturą aszkenazyjską
Obecność Żydów w Europie sięga ponad dwóch tysięcy lat. W Grecji, w Agorze ateńskiej zachowały się pozostałości synagogi, datowane na lata 396–267 p.n.e., zaś na wyspie Delos – ruiny synagogi z 150–128 p.n.e. Na teren dzisiejszych Włoch już od II–I wieku p.n.e. przybywali kupcy żydowscy oraz sprowadzano żydowskich niewolników. W roku 6 n.e. obecność żydowską zanotowano w Wiedniu i w Galii, zaś w 39 n.e. w Lugdunum (dzisiejszy Lyon we Francji).
Na Półwyspie Apenińskim synod w Elwirze z ok. 305 n.e. zakazywał chrześcijanom zawierania związków małżeńskich m.in. z Żydami, co świadczy o obecności tam żydowskich wspólnot co najmniej od II wieku n.e. W chronologicznie pierwszym dokumencie dotyczącym obecności Żydów na terenie dzisiejszych Niemiec, datowanym na 321 n.e., mowa jest o licznej i dobrze zorganizowanej żydowskiej wspólnocie w Kolonii. Na terenie dzisiejszej Chorwacji wykopaliska archeologiczne w Salonie wykazały istnienie grobów żydowskich z III w. n.e.
W Imperium Rzymskim Żydzi uzyskali obywatelstwo w 212 n.e., dzięki cesarzowi Karakalli, który udzielił tego przywileju wszystkim wolnym ludom. Od czasów I wojny żydowskiej (66–73) wyznawcy judaizmu płacili jednak podatek pogłówny, który w 363 n.e. został zniesiony przez Juliana Apostatę. W późnym okresie rzymskim Żydzi mogli swobodnie prowadzić życie kulturowe i religijne oraz podejmować rozmaite zawody. Po zalegalizowaniu chrześcijaństwa w 313 n.e. oraz ustanowieniu go oficjalną religią Rzymu i Konstantynopola w 380 n.e. nasilały się prześladowania Żydów.
We Włoszech, pod panowaniem oświeconego króla ostrogockiego, Teodoryka Wielkiego (493–526), istniały wspólnoty Żydów w Rzymie, Mediolanie, Genui, Palermo, Messynie, Agrigentum i Sardynii. W 493 roku król ten zapewnił Żydom prawo do publicznych dysput oraz wolności wyznania.
Opieranie się rozmaitych władców na chrześcijaństwie zazwyczaj wiązało się z nasilaniem się prześladowań Żydów. W 610 roku Sisebut, władca państwa Wizygotów, wydał dekret nakazujący Żydom albo ochrzczenie się, albo wygnanie z kraju. W roku 681 król Erwig ponowił ten dekret. Takie samo rozporządzenie zostało wydane 629 roku przez króla państwa Franków, Dagoberta I.
Ekspansja państwa Franków za Karola Wielkiego (768–814), która objęła m.in. Karyntię i obszar Królestwa Longobardów aż po Rzym, przyniosła krótki okres stabilności i jedności w Europie Zachodniej. Karol Wielki udzielił żydowskim kupcom wolności handlowej. Dało to Żydom szansę ponownego osiedlenia się na północ od Alp. Mogli oni również trudnić się finansami, w tym pożyczkami pieniężnymi oraz lichwą. Od tego momentu do dzisiaj życie żydowskie w Europie zachodniej jest dobrze udokumentowane.

### Niemcy – kulturowe i religijne centrum Żydów europejskich
Około roku 1000 na terenie dzisiejszych Niemiec rozwinęły się studia halachiczne. Wspólnoty żydowskie w Moguncji, Spirze i Wormacji utworzyły ligę zwaną miastami SzUM (akronim pierwszych liter nazw miast:
Sz – ש, U – ו, M – מ), która stała się centrum średniowiecznego życia żydowskiego. W jej ramach przywódcy społeczności uzgodnili szereg dekretów, zwanych „Takanot Szum” (hebr. תקנות שום”, ustawy SzUM). Oficjalna strona Moguncji podaje m.in.:

Przez następne 400 lat /po 900 n.e./ w miarę rozkwitu handlu Moguncja przyciągała wielu Żydów. Najwięksi żydowscy nauczyciele i rabini ciągnęli nad Ren. Ich nauki, dysputy, rozstrzygnięcia oraz wpływy nadały Moguncji i sąsiednim nadreńskim miastom światowy rozgłos. Rozszerzał się on i konkurował z takimi podiasporowymi miastami, jak Bagdad. Moguncja stała się centrum zachodnioeuropejskiego judaizmu – aszkenazyjskiego bądź niemieckiego – a ten uwalniał się od tradycji babilońskiej.

Według historyka Johna Mana, „Moguncja była stolicą europejskich Żydów. (...) Miała własną żydowską akademię przez ponad 300 lat. (...) Była czczona jako miasto Gerszoma z Moguncji, zwanego «światłem diaspory», który w XI wieku jako pierwszy sprowadził do Zachodniej Europy kopie Talmudu, i którego zarządzenia pomogły Żydom w adaptacji do europejskich zwyczajów. Szkoła Gerszoma przyciągała Żydów z całej Europy”. Według oficjalnej strony Moguncji, „W istocie był to złoty wiek. Miejscowi biskupi chronili Żydów, co owocowało wzrostem handlu i dobrobytu”.

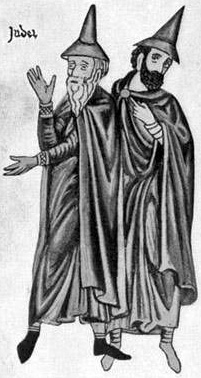
Żydzi niemieccy, XIII wiek

### Użycie terminuAszkenaz
Słowo Aszkanaz pojawia się po raz pierwszy w Biblii (Rdz 10,3) i jest imieniem postaci biblijnej, syna Gomera. Sądzi się, że imię to oryginalnie odnosiło się do Scytów (Iszkuz), określanych również w inskrypcjach asyryjskich jako Aszkuza.
W średniowiecznej literaturze rabinicznej terminem aszkenazim określano Żydów zamieszkujących teren dzisiejszych Niemiec, a w szczególności Nadrenię. Odniesienia takie można znaleźć w Josipponie, późnośredniowiecznej przeróbce historii Żydów według Józefa Flawiusza, oraz w liście Hasdaja ibn Szapruta do króla Chazarów, jak również w komentarzu Saadji ben Josefa do Księgi Daniela 7,8. Pod koniec XI wieku rabin Szlomo Jicchaki odwoływał się zarówno do języka Aszkenaz, jak i kraju Aszkenaz. W machzorze (modlitewniku) Simchy ben Samuela z Vitry pojawiają się odniesienia do królestwa Aszkenaz zarówno w kontekście rytuałów tamtejszej synagogi, jak i innych praktyk religijnych.
W XIII-wiecznej literaturze odniesienia do ziemi i języka Aszkenaz pojawiają się często, np. w Responsach Salomona ben Aderet (tom I, nr 395), Responsach Aszera ben Jehiela (s. 4 i 6), jego Halakot (Berakot I, 12, s. 10), w dziele Tur Orach Chayim autorstwa jego syna Jakuba ben Aszera (rozdział 59) czy Responsach Izaaka ben Szeszeta (nr 193, 268 i 270).

### Migracje Żydów w Europie w pełnym i późnym średniowieczu
Sytuacja Żydów w zachodniej części Europy w wiekach XI–XV uległa znacznemu pogorszeniu i doprowadziła do emigracji większości z nich. Znaczna część uciekinierów wybrała ziemie wschodnie kontynentu.
I wyprawa krzyżowa rozpoczęła się pogromami niemieckich Żydów w 1096 roku. W tym czasie zaczęto wysuwać wobec nich oskarżenia o rzekome zbrodnie, jak np. desakrację hostii, mord rytualny, zatruwanie studni, zdradę, a nawet o bycie przyczyną najazdu Mongołów. W Anglii narastająca nietolerancja wobec Żydów doprowadziła w 1290 roku do wygnania ich z kraju przez Edwarda I. W Królestwie Francji dochodziło do następujących po sobie aktów banicji i ich rewokacji: w 1182 roku Żydzi zostali wygnani z dóbr królewskich wraz z konfiskatą majątku, by następnie w 1198 mogli osiedlić się ponownie. W 1240 wygnano ich z Bretanii, a w 1254 doszło do wypędzenia ich z Francji, choć po kilku latach dekret odwołano. W 1306 roku Filip IV Piękny podpisał akt wygnania Żydów z kraju wraz z konfiskatą dóbr, który anulowany został w 1315 roku. Obecność żydowska we Francji została jednak nagle przerwana aktem całkowitego wygnania w 1394 roku.
Na Półwyspie Iberyjskim sytuacja Żydów uległa znacznemu pogorszeniu w XIV wieku, gdy fala antyżydowskich pogromów spowodowała śmierć tysięcy osób i przymusowe chrzty znacznej części społeczności żydowskiej. Wydany w 1492 Edykt z Alhambry, nakazujący wygnanie lub ochrzczenie wszystkich hiszpańskich Żydów, oraz podobny nakaz portugalskiego króla w 1497 roku, przyniosły kres obecności żydowskiej na Półwyspie Iberyjskim.
Również na terenie dzisiejszych Niemiec los Żydów był niepewny. Podczas rozprzestrzeniania się w Europie epidemii dżumy w latach 1348–1349, oskarżenia wobec Żydów o zatruwanie studni spowodowały falę pogromów. W tym czasie Luksemburgowie sprzedawali książętom i miastom prawa do opodatkowania i grzywny Żydów. Ze względu na potrzebę wzrostu miejskich przychodów, zapraszano Żydów z powrotem do dzielnic i miast, z których zostali wcześniej wypędzeni. Jednak gdy ci wzbogacali się, częstokroć plądrowano ich majątki i wypędzano ponownie. Pod koniec XIV w. doszło do wypędzeń Żydów z Ulm (1380), Magdeburga (1384) i Strasburga (1388).
Całokształt tych wydarzeń sprawił, że środek ciężkości osadnictwa żydowskiego w Europie przesunął się na wschód. Żydzi emigrowali m.in. do Polski, Czech i na Litwę, gdzie byli przyjmowani z większą tolerancją.

### Język jidysz

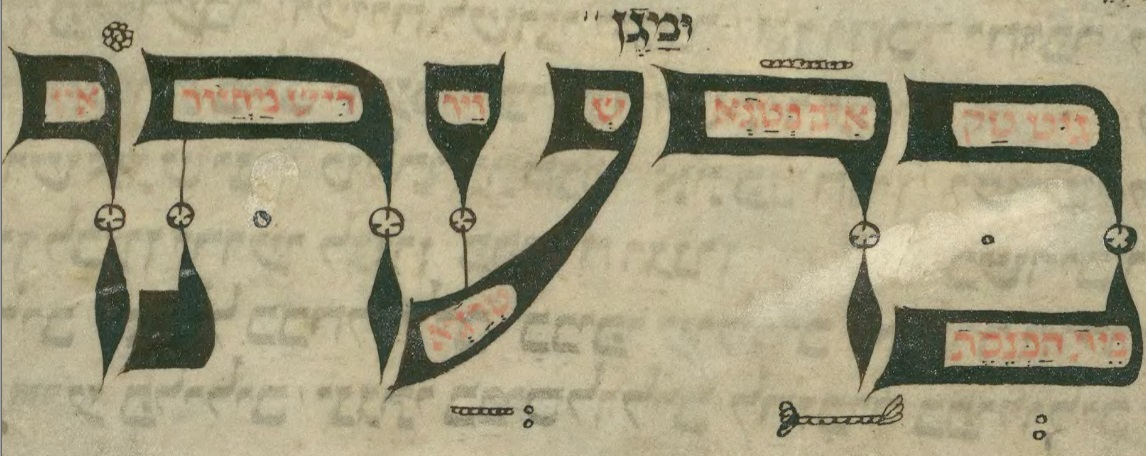
Pierwszy dokument piśmienniczy języka jidysz, datowany na rok 1272. Jest to błogosławieństwo, wpisane małymi literami w słowo hebrajskie.

Żydzi, mieszkając wśród ludności germańskiej, kontaktowali się z nią i w znacznej mierze przyswoili sobie jej język, zwłaszcza na płaszczyźnie kontaktów społecznych. Jednak w kwestiach związanych z obyczajowością, kulturą i religią, zachowali w większości oryginalne hebrajsko-aramejskie słownictwo, w nieco zmodyfikowanej wymowie. Jednocześnie zamieszkiwanie w miastach na odrębnych „żydowskich” ulicach przyczyniło się do powstania odstępstwa od języka niemieckiego, które pogłębiało się z biegiem czasu. W efekcie, około X–XI wieku zaczął się wyłaniać odrębny dialekt, tzw. judeo-niemiecki, który w dalszych wiekach przekształcił się w język jidysz, zapisywany alfabetem hebrajskim. Pierwszym znanym dokumentem piśmienniczym w jidysz jest datowane na rok 1272 błogosławieństwo w machzorze (modlitewniku), brzmiące: gut tak im betage se vaer dis makhazor in beis hakneses terage (tłum.: „niech będzie błogosławiony ten, który będzie nosił ten modlitewnik do synagogi”). W jidysz powstała obszerna literatura moralistyczna, dewocyjna i beletrystyczna. Pomimo że do XVIII wieku w dorobku literackim niemal brakowało tematyki świeckiej, literatura ta wniosła ważny wkład do kultury żydowskiej.

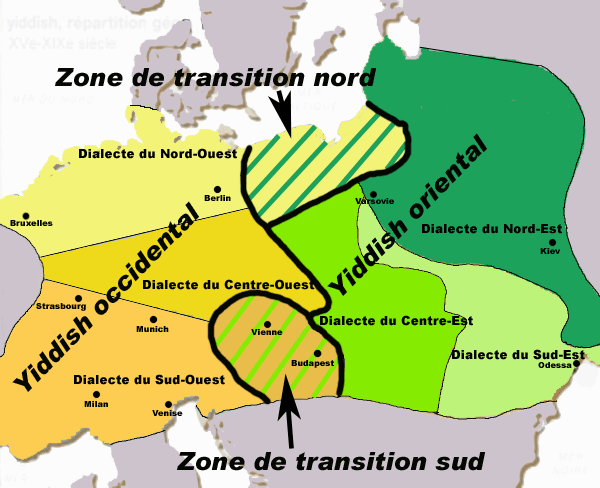
Schematyczny podział dialektów języka jidysz pomiędzy XV a XIX stuleciem

Żydzi, emigrując na wschodnie tereny Europy, przenosili ze sobą język jidysz. Odmienność języków niegermańskich (słowiańskich, bałtyckich i j. węgierskiego) od jidysz sprawiała, że z jednej strony asymilacja językowa dla mówiącego tym językiem była trudniejsza, a z drugiej jidysz wchłonął nowe składniki zapożyczone z otoczenia. Innym źródłem zapożyczeń był fakt, że imigranci na tereny Europy Wschodniej przed XVI–XVII wiekiem napotykali na skupiska Żydów posługujących się językami słowiańskimi. W efekcie tych migracji, język jidysz podzielił się na dwie odmiany: zachodnią i wschodnią, między którymi granica biegła z grubsza wzdłuż zachodniej granicy dzisiejszej Polski.

Flaga Jidysz

### Od wieku XV do Oświecenia
Na terenie Świętego Cesarstwa Rzymskiego Żydzi byli uzależnieni od wolnych miast i książąt. W miastach żyli głównie na „żydowskich ulicach”, odseparowani od chrześcijańskich współmieszkańców. Odcięci od uczestnictwa w życiu publicznym i miejskim, poszukiwali rekompensaty w życiu rodzinnym, które było domowe i przesiąknięte wiarą, pracowitością i umiarem. W tym okresie w ramach zgłębiania judaizmu, szczególnie poświęcano uwagę zwyczajom i rozporządzeniom dotyczącym formy i porządku nabożeństw, dzięki czemu zostały one w Niemczech ustalone. Pojawił się nowy, ascetyczny sposób życia, który znalazł swój literacki wyraz w Szene Luḥot ha-Berit rabina Izajasza Horowitza. Cel i koniec istnienia poszukiwany był poprzez dążenie duszy ku swemu źródłu, w połączeniu z aspiracją do wypełniania ziemskiego życia duchem Boga.

Wiek XVI we Włoszech był okresem wypędzeń Żydów, począwszy od ekspulsji z Kalabrii w 1524, poprzez wygnanie z całego Królestwa Neapolu w 1540, a następnie kolejne dekrety papieskie w 1569 i 1593, prowadzące do wypędzenia Żydów z Państwa Kościelnego z wyjątkiem Rzymu, Ankony i Hrabstwa Venaissin. Część uciekinierów znalazła schronienie w Rzeczypospolitej Obojga Narodów, gdzie stopniowo stopiła się z aszkenazyjskim otoczeniem.

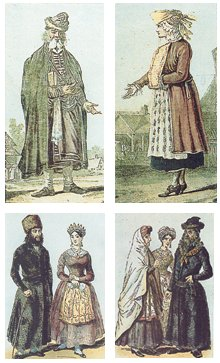
Ubiory Żydów polskich w XVII i XVIII wieku

Ludność żydowska, uchodząca przed prześladowaniami w Europie Zachodniej i Włoszech i napływająca do XVI wieku do Rzeczypospolitej Obojga Narodów, stworzyła na tym terenie największe skupisko Żydów w Europie. W latach 1580–1764 działał w Polsce Sejm Czterech Ziem, ciało samorządowe decydujące o wysokości podatków na rzecz państwa, rozstrzygające sprawy sporne między kahałami (gminami) i uzgadniające działania przeciwko zagrożeniom żydowskiej autonomii. Mniejszość żydowska rozwijała działalność gospodarczą. W tym czasie dzięki swobodom wyznaniowym, kwitło życie religijne judaizmu. Mojżesz ben Israel Isserles, naczelny rabin krakowskiej gminy żydowskiej, zasłynął opracowaniem komentarza do Szulchan aruch, podstawowego kodeksu prawa żydowskiego. Niektóre miasta królewskie otrzymały jednak przywilej królewski, zwany Privilegium de non tolerandis Judaeis, zakazujący Żydom zamieszkania w nich. Wynikało to najczęściej z dążenia chrześcijańskich mieszczan do wyeliminowania swoich żydowskich konkurentów. W praktyce zakaz ten był częściowo obchodzony. Rzeczpospolita rozciągała się na duże połacie ziem wschodnich, co umożliwiło żydowskim przedsiębiorcom i kupcom osiedlanie się na nich.
Przemoc w czasie powstania Chmielnickiego na Ukrainie w 1648 wznieciła falę pogromów, w których zginęło między 100 a 200 tysięcy Żydów. Tysiące mieszkańców tych ziem uciekły na zachód. Część z nich dotarła również do Niemiec. Te wydarzenia oraz potop szwedzki spowodowały szczególnie trudną sytuację polityczno-ekonomiczną, co sprzyjało radykalizacji postaw i kierowaniu się ku mistycyzmowi. Popularność zdobywał ruch mesjanistyczny sabataizmu i nauki kabalistyczne.
W 1. poł. XVIII wieku nauki Baal Szem Towa doprowadziły do powstania chasydyzmu, mistycznego prądu w łonie judaizmu, istniejącego do dziś. Osią chasydyzmu była idea złączenia z Bogiem bez pośrednictwa rabinów i zagłębiania się w zawiłości Talmudu, przez co ruch ten wywołał znaczną opozycję, której członków nazywano mitnagdim. W latach 1755–1759 popularność zdobył również mesjański ruch frankistów.

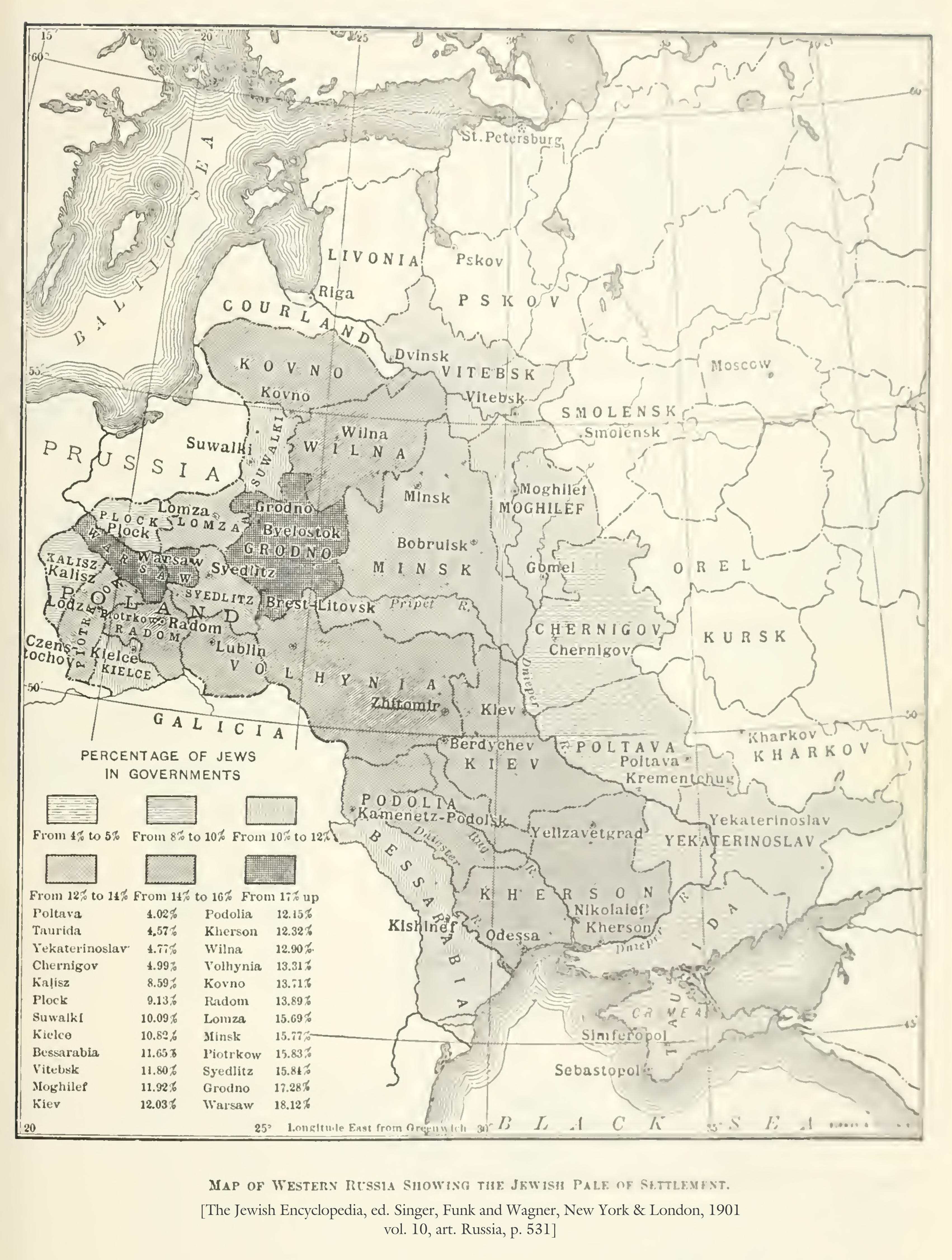
Strefa osiedlenia

W Carstwie Rosyjskim w 1742 r. Elżbieta Romanowa wydała ukaz, w którym nakazała Żydom wypędzenie lub chrystianizację. Jednak na skutek rozbiorów Polski w skład Rosji weszły ziemie, na których mieszkała znaczna liczba Żydów, co sprawiło, że ukaz stał się fikcją. Aby zalegalizować stan faktyczny, Katarzyna II ustanowiła w 1791 strefę osiedlenia (ros. Черта оседлости), na wschód od której nie wolno było jednak Żydom zamieszkiwać. Strefa ta funkcjonowała do czasów rewolucji lutowej w 1917 r.

### Od końca XVIII wieku do roku 1880
Z końcem XVIII wieku ideały oświeceniowe zaczęły przenikać do elit żydowskich w Prusach. Prekursorem ruchu zwanego haskalą był Moses Mendelssohn (1729–1786). Przetłumaczył on Torę na język niemiecki i opowiadał się za jej racjonalnym zgłębianiem. Zwolennicy haskali, zwani maskilim, głosili odrodzenie języka hebrajskiego i ograniczenie jidysz w mowie potocznej na rzecz doskonalenia języka niemieckiego. Opowiadali się za wyjściem z getta, również w wymiarze psychicznym, drogą asymilacji z narodami, pośród których żyli Żydzi. Haskala wzmocniła świecką tożsamość żydowską.

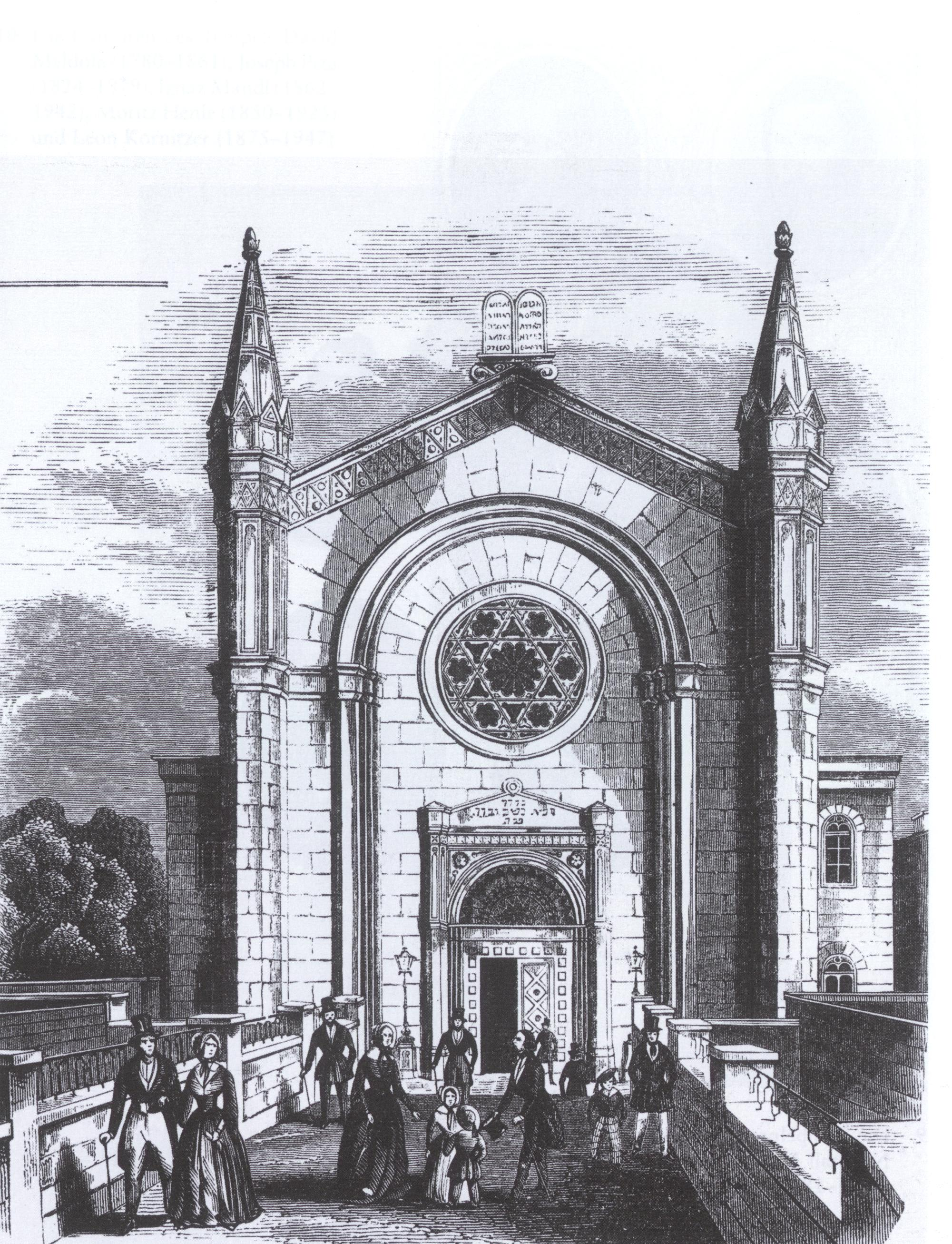
Synagoga w Hamburgu «Israelitischer Tempel Poolstraße»

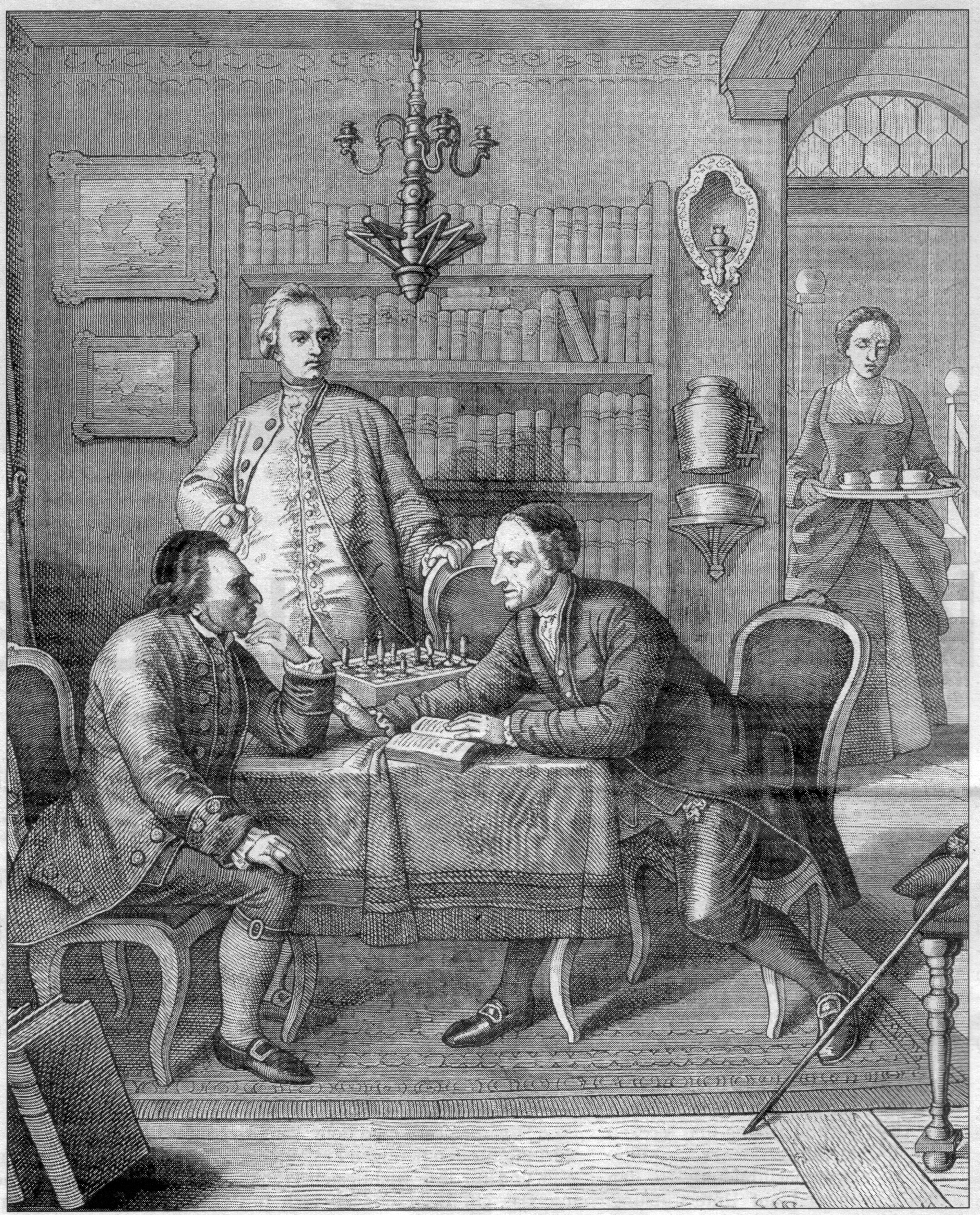
Prekursor haskali Moses Mendelssohn (1729–1786, z lewej) w rozmowie z G.E. Lessingiem (1729–1781, z prawej)

Oświecenie zaowocowało również powstaniem w łonie judaizmu odłamów reformowanych. W 1810 r. Israel Jacobson przedstawił reformę liturgiczną, w ramach której skrócił modlitwy i wprowadził hymny w języku niemieckim oraz muzykę organową. Judaizm reformowany uznał prawo żydowskie za historyczne i podlegające reformom. Przepisy koszerności oraz obchodzenia szabatu zostały złagodzone. Dziś judaizm reformowany jest najbardziej popularnym nurtem judaizmu w Stanach Zjednoczonych. Jednak dla wielu wyznawców judaizmu proponowane zmiany były na tyle odległe od tradycyjnego nurtu praktyki religijnej, że ich nie zaakceptowali. W 1845 r. rabin Zacharias Frankel odłączył się od ruchu reformowanego, sprzeciwiając się usunięciu języka hebrajskiego z żydowskiej liturgii i odrzuceniu praw koszerności. W swoim nauczaniu w Żydowskim Seminarium Teologicznym we Wrocławiu sprzeciwiał się rewolucyjnym zmianom żydowskiego prawa religijnego na rzecz ściślejszego związku z Talmudem i naturalną ewolucją jego zasad. Jego nauki dały początek judaizmowi konserwatywnemu.

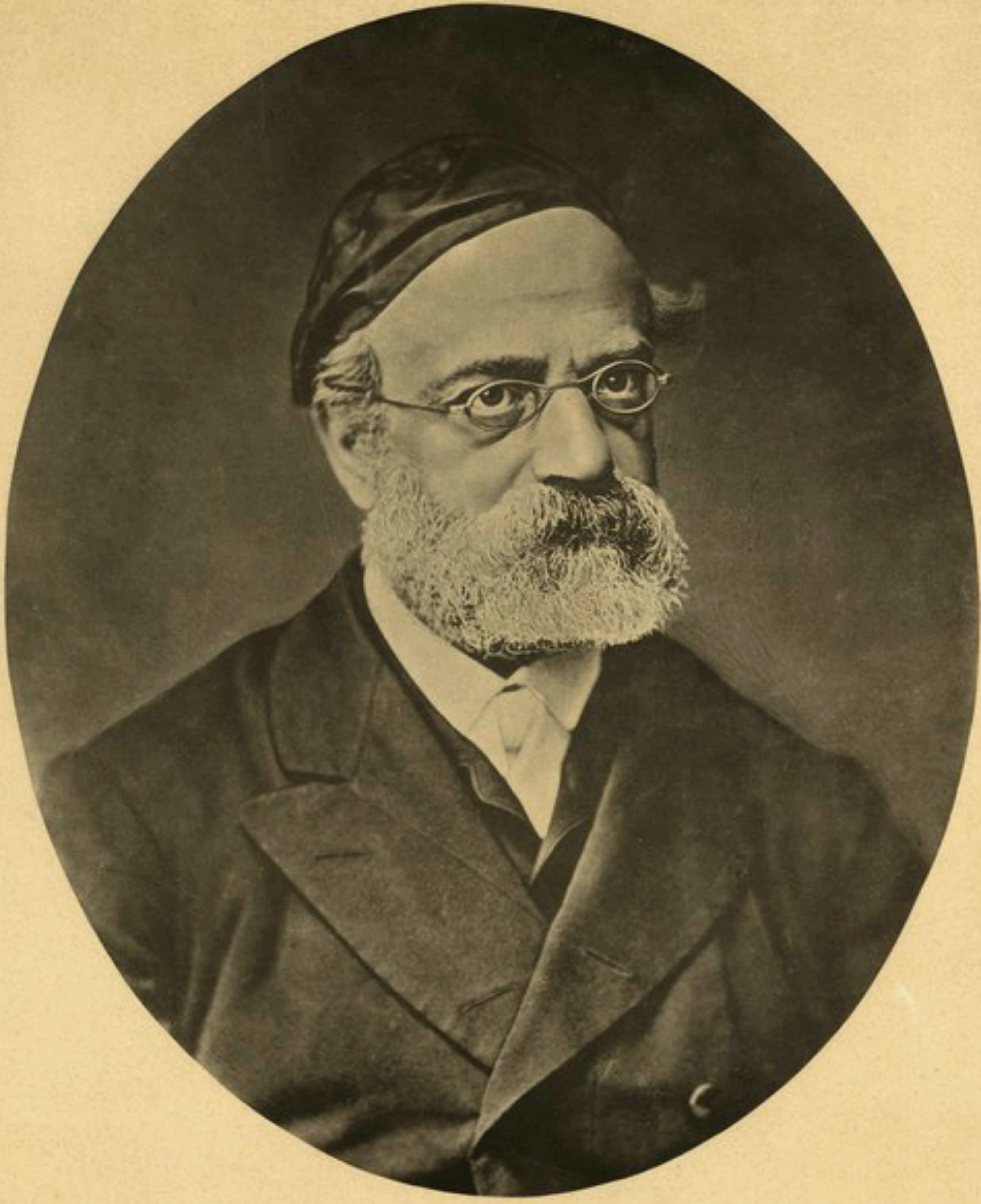
Rabin Samson Raphael Hirsch

Nurt tradycjonalistyczny wyrażał zaś wobec judaizmu reformowanego otwarty sprzeciw. Pomiędzy 1836 a 1851 rokiem rabin Samson Raphael Hirsch opublikował szereg rozpraw i polemik, w których zawarł obronę tradycyjnych instytucji judaizmu i jego praktyk, oraz promowania edukacji i dostosowywania się do nowoczesności przy jednoczesnym pieczołowitym zachowywaniu pełni wymogów tradycyjnego prawa religijnego. Nauki R.S. Hirscha legły u podstaw dzisiejszego judaizmu ortodoksyjnego.
Na fali nastrojów oświeceniowych pod koniec XVIII wieku rozpoczął się powolny proces zmagań o zniesienie licznych ustaw dyskryminacyjnych wobec Żydów. W edykcie z 1812 r. Prusy potwierdziły obywatelstwo swoich żydowskich mieszkańców, choć pełnię praw otrzymali dopiero w 1848 r., na fali zrywów narodowych, które przetoczyły się przez Europę w czasie Wiosny Ludów. Na terenie całości państw niemieckich restrykcje zniesiono dopiero ustawą z 1870 roku. W Carstwie Rosyjskim XIX wiek nie przyniósł emancypacji. Ustanowione w 1820 r. tzw. Prawa Kantonistów utrzymywały podwójne opodatkowanie Żydów, którzy dodatkowo musieli dostarczać poborowych do armii. Dotychczasowe zakazy zamieszkiwania w statutach niektórych miast, zwane klauzulami Privilegium de non tolerandis Judaeis, utrzymały się do 1862. W zależności od panującego monarchy, sytuacja Żydów była zaostrzana lub łagodzona. Jednak za panowania Aleksandra III (1881–1894) Żydom zabroniono zakupu ziemi, ograniczono ich dostęp do średniego i wyższego szczebla edukacji, objęto restrykcjami wykonywanie niektórych zawodów i uniemożliwiono dostęp do wyższych szczebli hierarchii wojskowej i biurokratycznej.

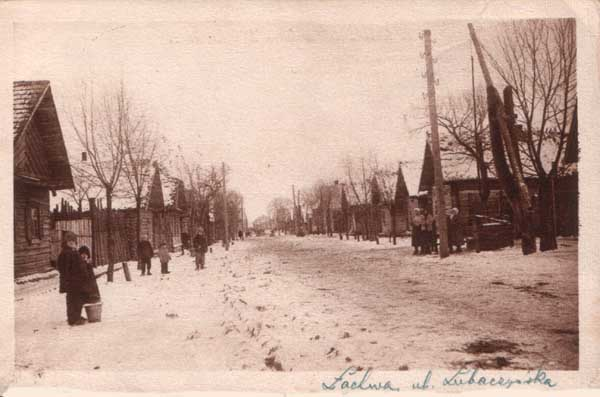
Fotografia z Łachwy w 1926 roku, typowego sztetlu w Europie Środkowo-Wschodniej

Społeczność żydowską cechował wysoki przyrost naturalny, który przyczyniał się do jej stopniowej pauperyzacji. W latach 1800–1880 liczba jej członków w strefie osiedlenia wzrosła o 500% do około 4 mln.
Cechą charakterystyczną prowincjalnego życia Żydów aszkenazyjskich na terenach dawnej Polski i rosyjskiej strefy osiedlenia był sztetl (jid. שטעטל, miasteczko). Było to zamieszkałe w większości przez społeczność żydowską miasteczko, w którym wykształcił się specyficzny społeczno-kulturowy wzorzec życia, swoisty etos pobożnego Żyda, zasad dyktowanych nauką Tory i Talmudu oraz wpływem autorytetu gminy. Językiem mieszkańców sztetli był jidysz.

### Antysemityzm i jego skutki

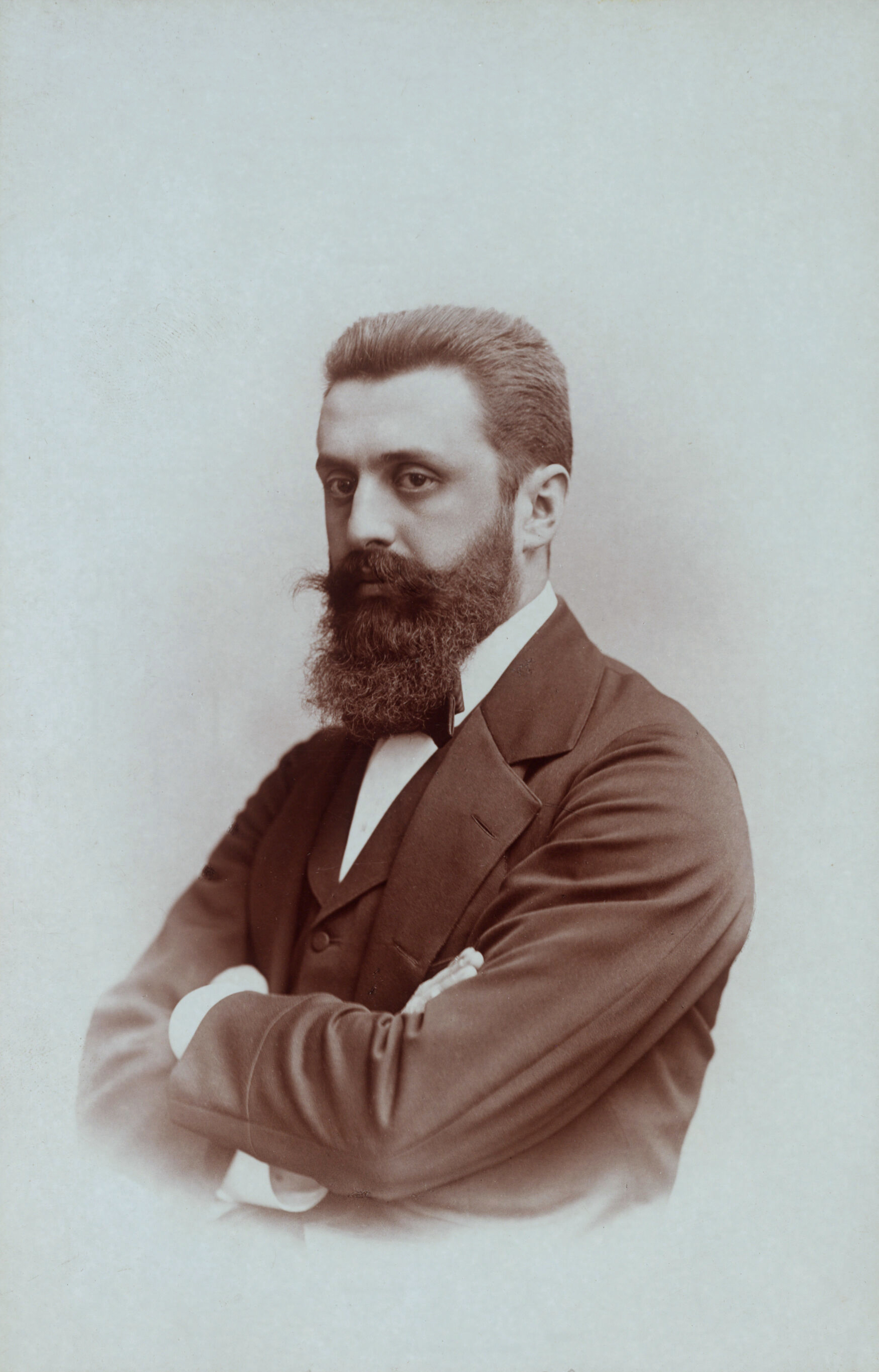
Theodor Herzl

W ostatnim ćwierćwieczu XIX wieku narastały w Europie nastroje antyżydowskie. W 1879 roku niemiecki anarchista Wilhelm Marr wprowadził do słownictwa termin antysemityzm i powołał Ligę Antysemicką. W Rosji śmierć cara Aleksandra II spowodowała w latach 1881–1884 falę około 200 pogromów w strefie osiedlenia, niejednokrotnie inspirowanych przez władze. Prześladowania te były jedną z głównych przyczyn masowej emigracji do USA. Reakcją na pogromy było również powstanie syjonizmu. W 1882 roku Leon Pinsker w odezwie Auto-Emancipation! ocenił, że jedyną metodą ucieczki przed judeofobią i dyskryminacją jest utworzenie własnego państwa. Pinsker założył Chowewej Syjon, pierwszą organizację dążącą do imigracji żydowskiej w Palestynie. Doświadczenie antysemityzmu we Francji i w Austro-Węgrzech doprowadziło dziennikarza Theodora Herzla do wydania w 1896 roku pracy pt. Judenstaat (Państwo żydowskie), w którym postulował utworzenie niepodległego, świeckiego i demokratycznego państwa żydowskiego. Koncepcja ta pół wieku później zaowocowała powstaniem Izraela. W tym czasie lingwista Eliezer ben Jehuda zmodernizował język hebrajski, umożliwiając używanie tego języka w życiu codziennym w Izraelu.

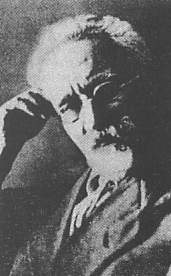
Szymon Dubnow

Inną odpowiedzią na pogromy było wyłonienie się koncepcji żydowskiego autonomizmu kulturowego. Jego twórca, Szymon Dubnow, postulował, że Żydzi są narodem niezależnym duchowo, społecznie i kulturalnie, ale nie polityczno-terytorialnie. W efekcie, powinni pielęgnować jidysz oraz domagać się równouprawnienia i autonomii kulturowej na terenach, na których mieszkają. Dubnow postulował też organizację oddziałów samoobrony przed napastnikami.
W latach 1903–1906 przez ziemie Imperium Rosyjskiego przeszła druga fala antyżydowskiej przemocy, która objęła 64 miasta i 626 miasteczek oraz wsi. Za zezwoleniem władzy carskiej Żydzi stali się kozłem ofiarnym, służącym wyładowaniu fali niezadowolenia społecznego w państwie. Jednym ze skutków pogromów była masowa emigracja Żydów z carskiej Rosji. W latach 1881–1914 wyjechało z niej 2 miliony osób, głównie do Stanów Zjednoczonych. Emigranci przenosili kulturę aszkenazyjską do swoich nowych ojczyzn.
Trzecia, nieporównywalna w skali, fala pogromów przetoczyła się głównie przez teren dawnej strefy osiedlenia w latach 1917–1921. Według częściowych danych, ukraińskie jednostki Armii Czerwonej, Armii Czynnej Ukraińskiej Republiki Ludowej i rosyjskiej Białej Armii dokonały 1236 pogromów w 557 społecznościach. Pomimo tworzonych oddziałów samoobrony żydowskiej, masakry te kosztowały życie od 60 do 200 tysięcy Żydów.

### Życie kulturalne i polityczne na przełomie XIX i XX wieku

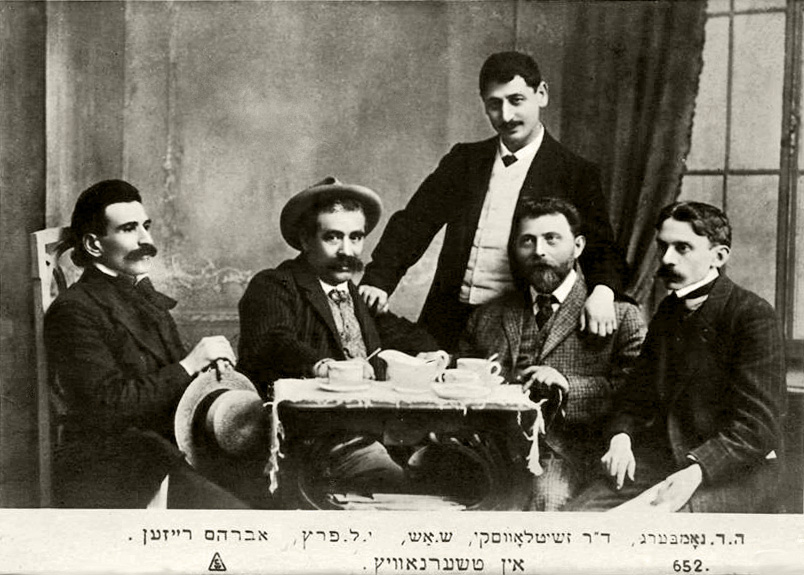
Hirsz Dawid Nomberg, Chaim Żytłowski, Szalom Asz, Icchok Lejb Perec i Abraham Rajzen na konferencji języka jidysz w Czerniowcach

Procesy oświeceniowe i emancypacyjne, w tym pojawienie się żydowskiej prasy, spowodowały pod koniec XIX wieku rozwój żydowskich ruchów politycznych. W 1897 roku powstał Bund, socjalistyczna i świecka partia robotników. Bund opowiadał się za demokracją, autonomią kulturalną dla Żydów i wspieraniem języka jidysz, co stanowiło punkty wspólne z platformą utworzonej w 1916 roku Żydowskiej Partii Ludowej (tzw. fołkistów). Partią religijną, skupiającą ortodoksyjnych Żydów, była założona w 1912 roku Agudat Israel. Polityczną reprezentacją syjonizmu była zaś założona w 1897 roku Organizacja Syjonistyczna, podzielona na szereg frakcji, m.in. Et Liwnot, Poalej Syjon czy Mizrachi. W 1906 roku po raz pierwszy w historii Rosji kilkunastu Żydów weszło do parlamentu.
W latach 1897–1901 na terenach Europy Środkowej i Wschodniej, właściwych kulturze aszkenazyjskiej, żyło ok. 8 milionów Żydów, w tym w Rosji 3,87 mln, Królestwie Kongresowym 1,32 mln, w Austro-Węgrzech 2,17 mln, Niemczech 0,59 mln i Rumunii 0,27 mln. Stany Zjednoczone zamieszkiwało zaś 1,50 mln Żydów.

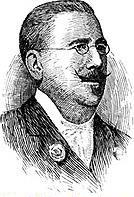
Abraham Goldfaden

Na przełomie XIX i XX wieku rozkwitła żydowska literatura świecka, pisana zarówno w jidysz, jak i po hebrajsku. Ogromny wpływ na współczesnych czytelników wywarli Mendele Mojcher Sforim, Icchok Lejb Perec i Szolem Alejchem, uważani za klasyków literatury jidysz. Spod pióra Abrahama Goldfadena, Szymona An-skiego i Jakuba Gordina wychodziły utwory dramatyczne. W 1908 roku w Czerniowcach na Bukowinie odbyła się konferencja poświęcona językowi jidysz, na której kilkudziesięciu wybitnych literatów wydało deklarację o uznaniu jidysz za język narodu żydowskiego.

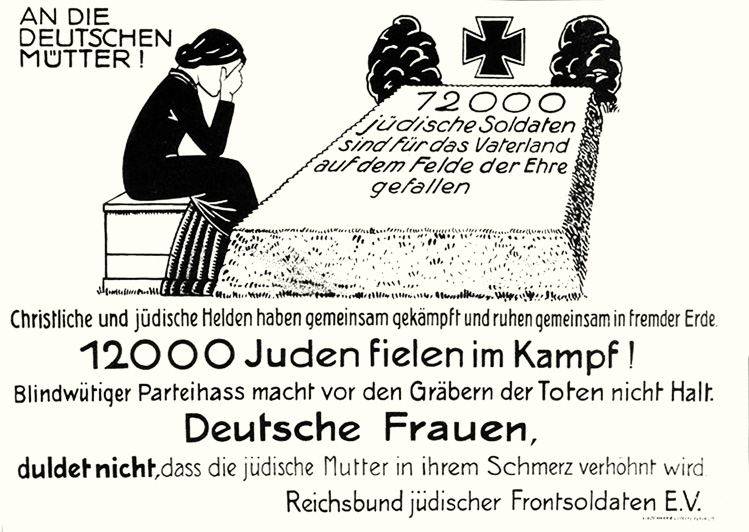
Ulotka rozpowszechniana w latach 20. XX wieku przez organizację weteranów żydowskich w Niemczech w odpowiedzi na zarzuty o brak patriotyzmu. Napis na grobie brzmi: 12 tys. żydowskich żołnierzy zginęło na polu Honoru w walce o ojczyznę.

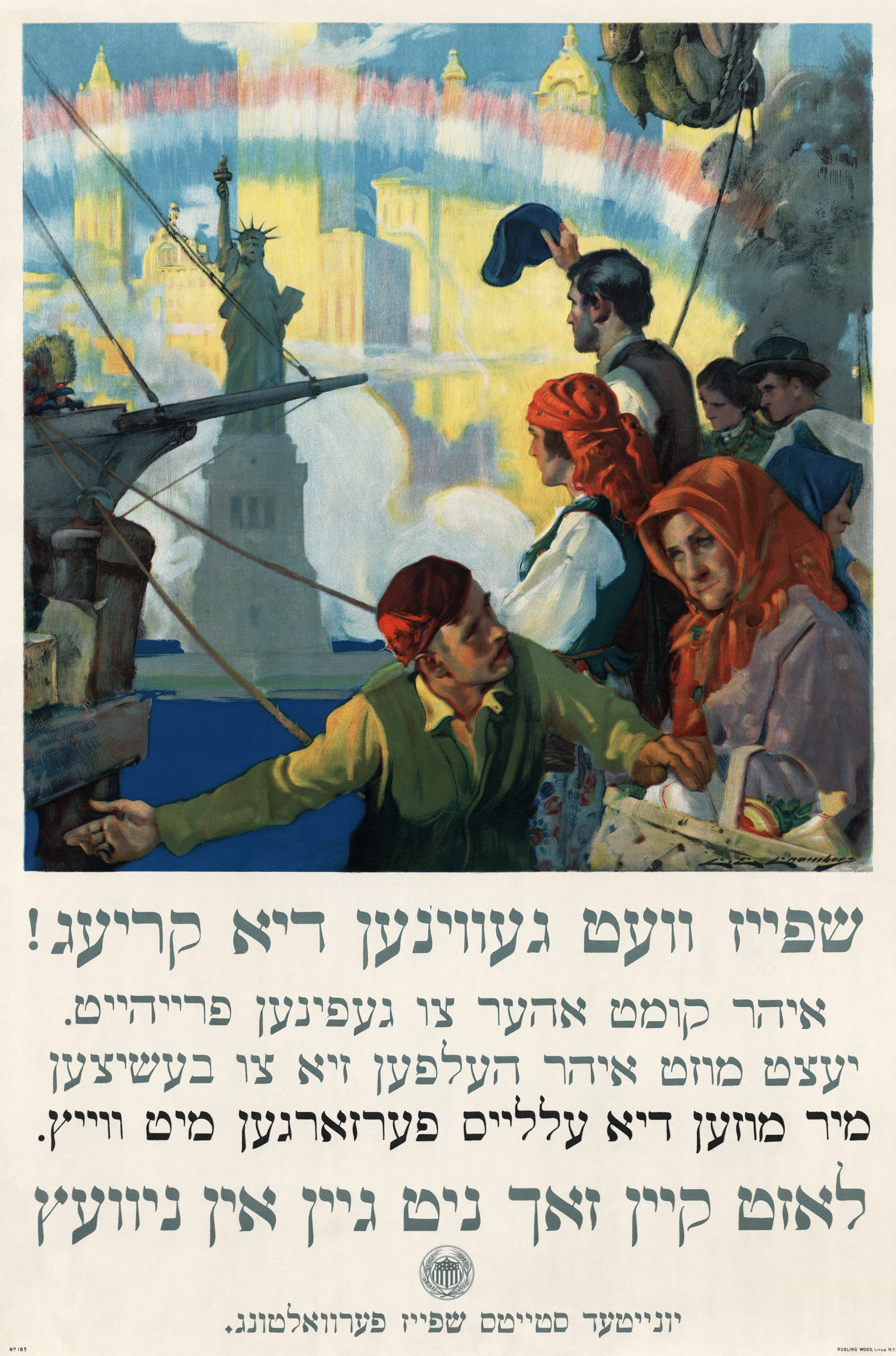
Plakat z 1917 roku w jidysz, skierowany do Żydów w USA. Tłum.: „Żywność wygra tę wojnę. Przybyliście tu szukając wolności – dziś musicie pomóc jej bronić.”

W czasie I wojny światowej ponad 1,17 mln Żydów walczyło w armiach Państw Centralnych i Ententy, w tym 450 tysięcy w Armii Imperium Rosyjskiego i 275 tysięcy w Armii Austro-Węgier. Tysiące Żydów walczyło szeregach w US Army, stanowiąc 5% korpusu amerykańskiego (w tym czasie Żydzi stanowili 3% społeczeństwa amerykańskiego). W Armii Cesarstwa Niemieckiego walczyło zaś 90–100 tysięcy Żydów. Pomimo to, w Niemczech narastały oskarżenia Żydów o brak patriotyzmu. W 1916 roku armia niemiecka przeprowadziła spis Żydów (niem. Judenzählung) w swoich oddziałach, chcąc potwierdzić te zarzuty. Wyniki spisu okazały się je obalać, jednak ich nie opublikowano. Zamiast tego, spis stał się katalizatorem antysemityzmu wyrażanego w formie zarzutów o ciosie w plecy (niem. Dolchstoßlegende). W sumie w zawierusze wojennej zginęło około pół miliona Żydów.

### Dwudziestolecie międzywojenne
Po zakończeniu I wojny światowej, państwami o największych żydowskich społecznościach były Stany Zjednoczone (3,3–3,6 mln w 1920 roku), odrodzona Polska (2,85 mln wyznawców judaizmu w 1921 roku – 10,5% całej populacji) i ZSRR (2,67 mln Żydów w 1926 roku). Miastem o najliczniejszej żydowskiej ludności był Nowy Jork (1,60 mln w 1920 roku; 25% ogółu mieszkańców), a na drugim miejscu uplasowała się Warszawa (310 tys. w 1921 roku, 33% ogółu mieszkańców).
Żydzi w Polsce międzywojennej tworzyli najliczniejszy niechrześcijański związek religijny, zorganizowany w 818 gminach wyznaniowych. Konstytucja marcowa z 1921 roku gwarantowała obywatelom równość wobec prawa, tolerancję religijną i swobodę świąt religijnych. Społeczność była silnie podzielona politycznie. Pomimo to, w wyborach parlamentarnych w 1928 roku połowa Żydów głosowała na piłsudczykowski Bezpartyjny Blok Współpracy z Rządem. Istniejącymi partiami ściśle żydowskimi, licząc od prawej strony sceny politycznej były: Związek Izraela, Organizacja Syjonistyczna, syjonistyczno-religijna partia Mizrachi, Syjonistyczna Partia Pracy Hitachdut, Poalej Syjon – Prawica, Żydowska Partia Ludowa, Powszechny Związek Robotniczy Bund oraz Poalej Syjon – Lewica i Kombund. W kolejnych sejmach zasiadało od kilkunastu do 35 posłów na około 440 miejsc.
W Polsce rozwijało się życie kulturalne. W 1922 roku ukazywało się 58 pism (13 dzienników) o łącznym nakładzie ok. 300 tysięcy egzemplarzy, 70% tytułów wydawano w jidysz.

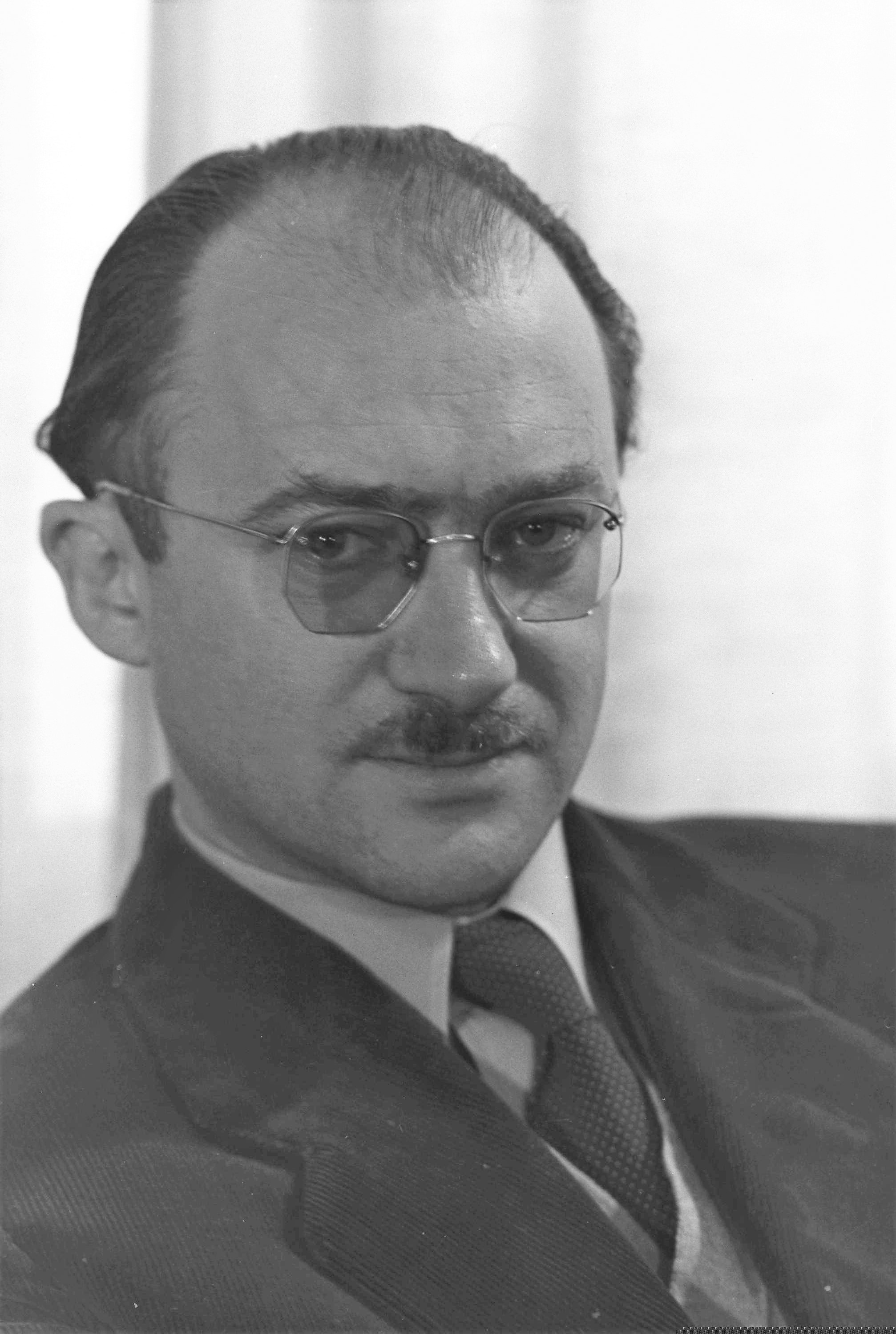
Abraham Suckewer

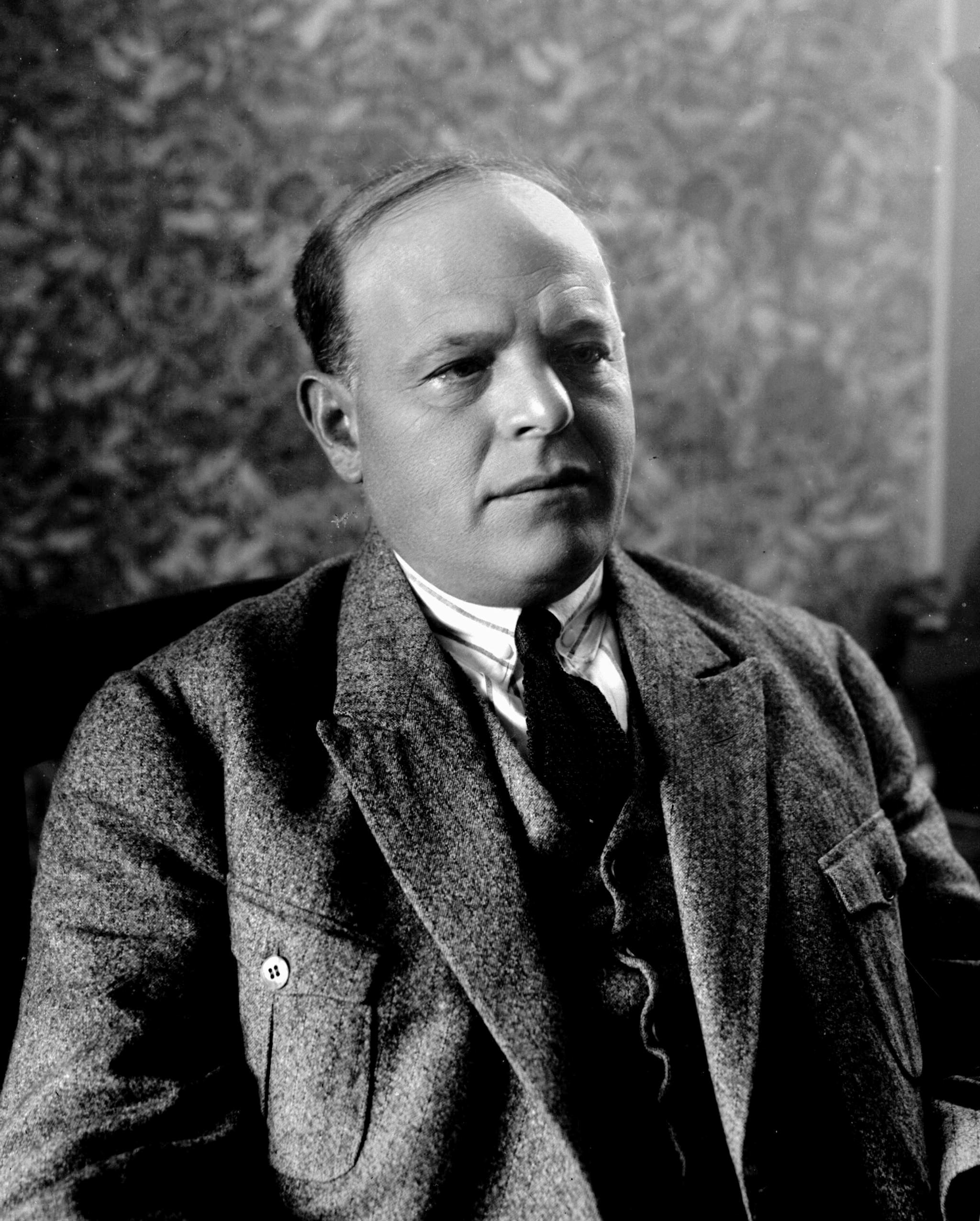
Chajim Nachman Bialik

Zaczęły działać grupy artystyczne. Warszawską grupę Chaliastre tworzyli m.in. Izrael Jehoszua Singer, Melech Rawicz i Perec Markisz. Ekspresjonistyczni artyści założonej w tym samym roku łódzkiej grupy Jung Jidysz należeli do ówczesnej awangardy literatury i sztuki. W wileńskiej grupie Jung Wilne tworzyli zaś m.in. Abraham Suckewer i Chaim Grade. Spośród prozaików, w latach międzywojennych sławę zdobyli m.in. Isaac Bashevis Singer i Icyk Manger, zaś w ZSRR – m.in. Dawid Bergelson i Mojsze Kulbak. Jednocześnie rozwijała się współczesna literatura hebrajska, za ojców której uznaje się m.in. Chajima Nachmana Bialika, Uriego Cwi Grinberga czy Samuela Agnona. Rozwijał się również teatr jidysz. Działało 15 teatrów i grup teatralnych, w tym Trupa Wileńska i założony w Białymstoku teatr Habima. Wielu żydowskich filmowców kręciło także filmy w języku polskim, np. Aleksander Ford.

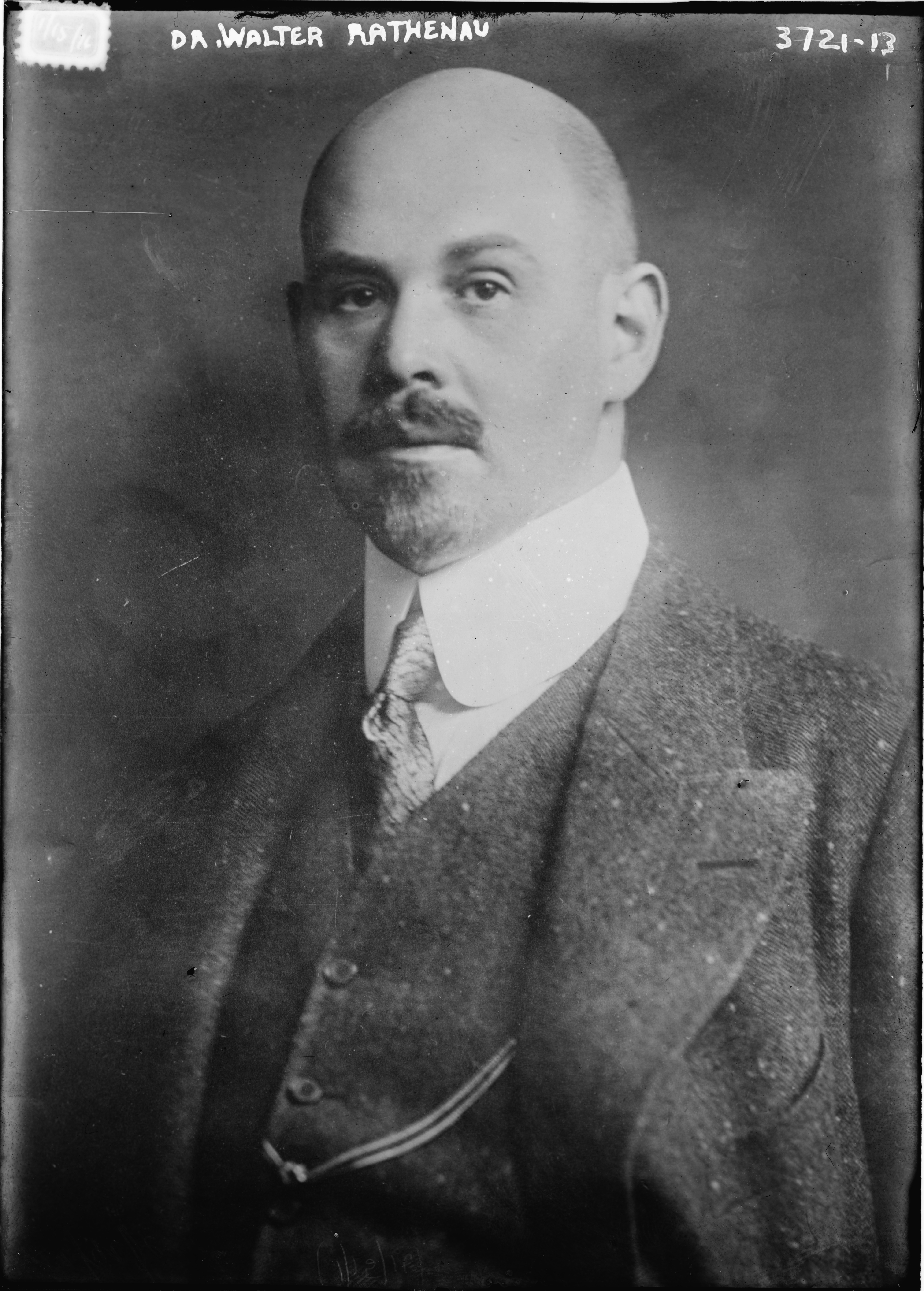
Walther Rathenau

W Republice Weimarskiej wielu niemieckich Żydów zajęło wysokie stanowiska polityczne. Autorem Konstytucji weimarskiej był Hugo Preuss (był również sekretarzem stanu w ministerstwie spraw wewnętrznych). Walther Rathenau pełnił urząd Ministra Spraw Zagranicznych, jednak został zamordowany. Żydowsko-niemieckie małżeństwa mieszane stały się dość częste.
Przejęcie władzy w Rosji przez bolszewików spowodowało wprowadzenie we wrześniu 1919 roku dekretów zakazujących kultu i edukacji religijnej. Ofiarami tego ustawodawstwa stali się również Żydzi wyznający judaizm. Synagogi zostały skonfiskowane, gminy religijne rozwiązano, zaś rabini i inne osoby związane z obrządkiem religijnym zostały zmuszone do zaprzestania działalności. Większość rosyjskich Żydów nie należała do żadnych partii politycznych. Jednak w ramach partii komunistycznej reprezentacja osób żydowskiego pochodzenia była znaczna. Sowiecka polityka ekonomiczna spowodowała utratę niezależności i własności żydowskich rzemieślników i kupców. Z drugiej strony ci, którzy wstąpili do partii komunistycznej i sowieckiej biurokracji, uzyskali szerokie wpływy. Jednocześnie władza podjęła próbę walki z antysemityzmem, którą postrzegała jako taktyczny wybieg carskiej administracji mający na celu przekierowanie frustracji ludu na kozła ofiarnego, na którego wybrano Żydów. Ponieważ wykładnia sowiecka postrzegała język hebrajski jako reakcyjny (gdyż był m.in. nośnikiem treści religijnych i syjonistycznych), w 1919 roku zabroniono jego nauki. Zakazano publikacji hebrajskich książek i czasopism, a egzemplarze biblioteczne skonfiskowano. Do lat 30. XX wieku mogły się jednak ukazywać teksty liturgiczne. Władza promowała za to jidysz jako język narodowy, zaś w miejsce judaizmu osnową kultury miały się stać literatura i sztuka socrealistyczna.

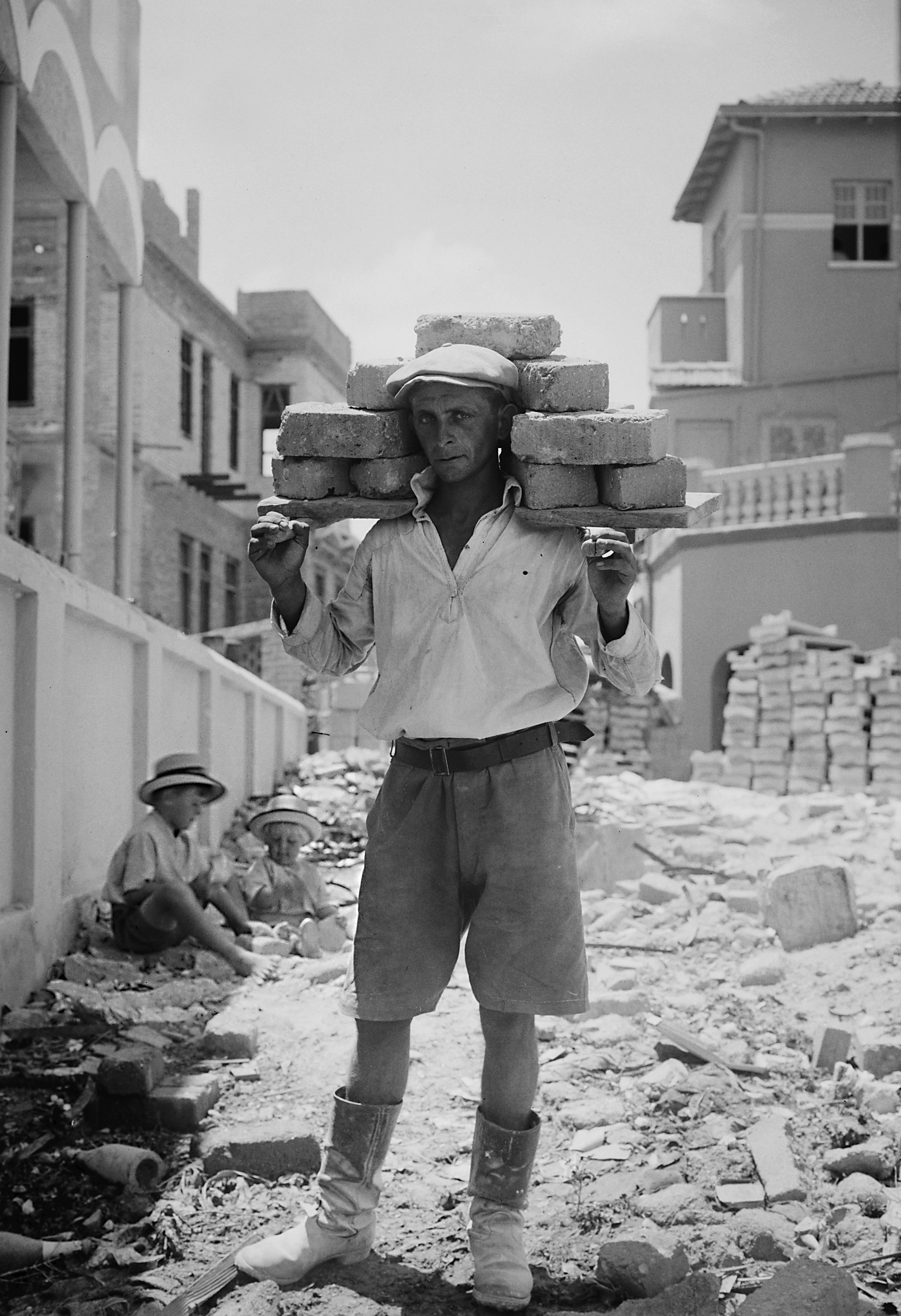
Budowniczy na ulicy w Tel Awiwie, lata 20. XX wieku

Dwudziestolecie międzywojenne było okresem organizowania w Brytyjskim Mandacie Palestyny struktur przyszłego państwa izraelskiego. Większość przywódców ruchu syjonistycznego oraz imigracji masowej w tamtym okresie pochodziła z obszaru Europy zamieszkiwanego przez Żydów aszkenazyjskich. Pomiędzy rokiem 1922 a 1937 liczba żydowskich mieszkańców w Mandacie wzrosła z 84 tys. do 385 tys. osób. Powstawały liczne miasta i osady. Żydowski Fundusz Narodowy, dzięki uzyskiwanym datkom, dokonywał zakupów ziemi. Bagna malaryczne były osuszane i użyźniane. Zakładano spółdzielcze gospodarstwa rolne, tak zwane kibuce i moszawy. Na scenie politycznej dominował wówczas syjonizm socjalistyczny. W tym czasie powstały również znaczące uczelnie izraelskie. W 1912 r. w Hajfie założono Technion; w 1918 powstał Uniwersytet Hebrajski w Jerozolimie, zaś w 1934 r. otwarto Instytut Naukowy Weizmana w Rechowot.
W charakterze przeciwwagi wobec narodowych i religijnych aspiracji syjonizmu władze radzieckie w latach 1928–1934 utworzyły na dalekowschodnich obrzeżach państwa Żydowski Obwód Autonomiczny ze stolicą w Birobidżanie, który miał stać się sowieckim syjonem. Pomimo silnej propagandy państwowej zachęcającej Żydów do osiedlenia się w Obwodzie, ich liczba nie przekroczyła nigdy 20 tysięcy osób, osiągając w 1939 roku na powierzchni 36 tys. km2 17,5 tysiąca osób (co stanowiło 16% populacji).

### Żydzi niemieccy pod władzą nazistów

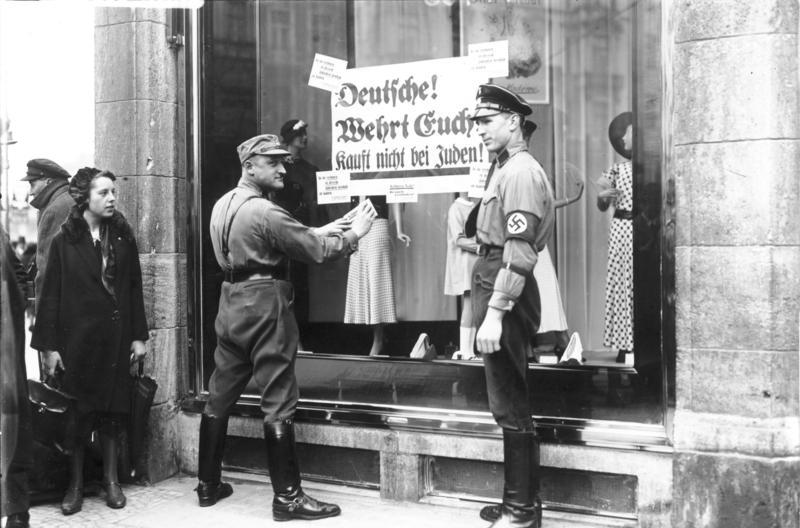
Bojkot NSDAP żydowskich sklepów, 1 kwietnia 1933

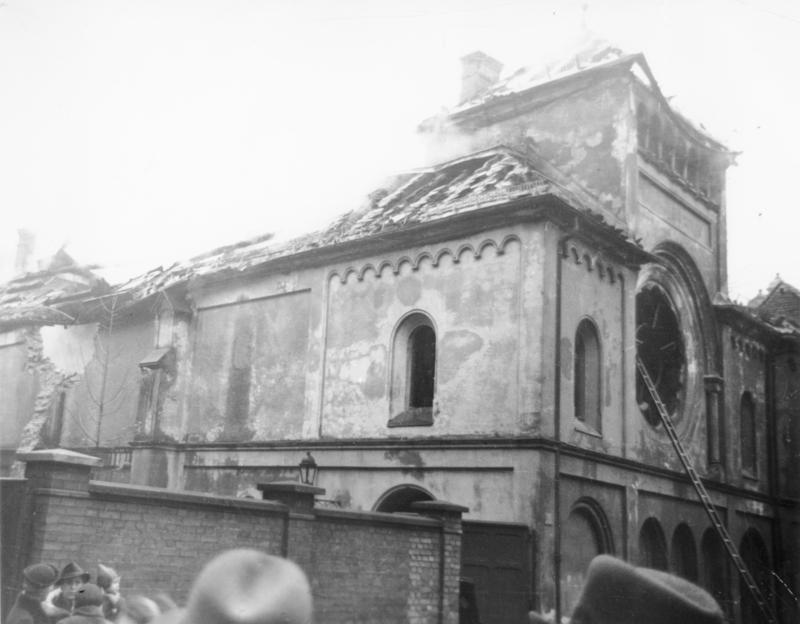
Spalona synagoga w Monachium

Przejęcie władzy w Niemczech przez nazistów w 1933 roku spowodowało lawinę prześladowań Żydów. Według nazistowskiej teorii rasowej naród niemiecki uznano za rasę panów, zaś na samym dnie hierarchii, jako podludzi, umieszczono naród żydowski. W kwietniu 1933 r. zabroniono Żydom zajmowania posad rządowych oraz zniechęcano lub nie dopuszczano do obejmowania wyżej postawionych stanowisk, które zarezerwowano dla „aryjskich Niemców”. W maju 1935 r. zakazano „pełnej krwi” Żydom służby w armii, natomiast części „pół-” i „ćwierćkrwi” Żydów nałożono obowiązek służby bez możliwości awansu. W tym samym roku propaganda antyżydowska pojawiła się w sklepach i restauracjach. Przyjęte we wrześniu norymberskie ustawy rasowe ustalały państwową definicję Żyda, mieszańca (Mischling) i Aryjczyka. Żyda oraz mischlinga wolno było pozbawić obywatelstwa oraz ochrony prawnej i własności. Nie mogli oni pracować w urzędach państwowych ani głosować w wyborach. Zabroniono zawierania małżeństw między „Aryjczykami” a „nie-Aryjczykami”. W 1936 r. zakazano Żydom pracy w zawodach specjalistycznych, co odebrało im głos w edukacji, polityce, szkolnictwie wyższym i przemyśle. Ustawodawstwo z l. 1937–38 zwalniało z firm żydowskich pracowników i managerów, zabraniało lekarzom leczenia nie-Żydów, a prawników pozbawiało licencji.
W pogromie zwanym Nocą kryształową, zamordowano 91 Żydów, zniszczono 7 tys. sklepów, 267 synagog i zdewastowano prawie wszystkie cmentarze, zaś większość z 30 tys. aresztowanych osadzono w obozach koncentracyjnych, z czego ponad 2 tysiące osób wkrótce zginęło. W ciągu kilku lat ponad 300 tysięcy osób ze społeczności liczącej w 1933 roku 522 tysiące wyemigrowała z Niemiec.

### Holocaust

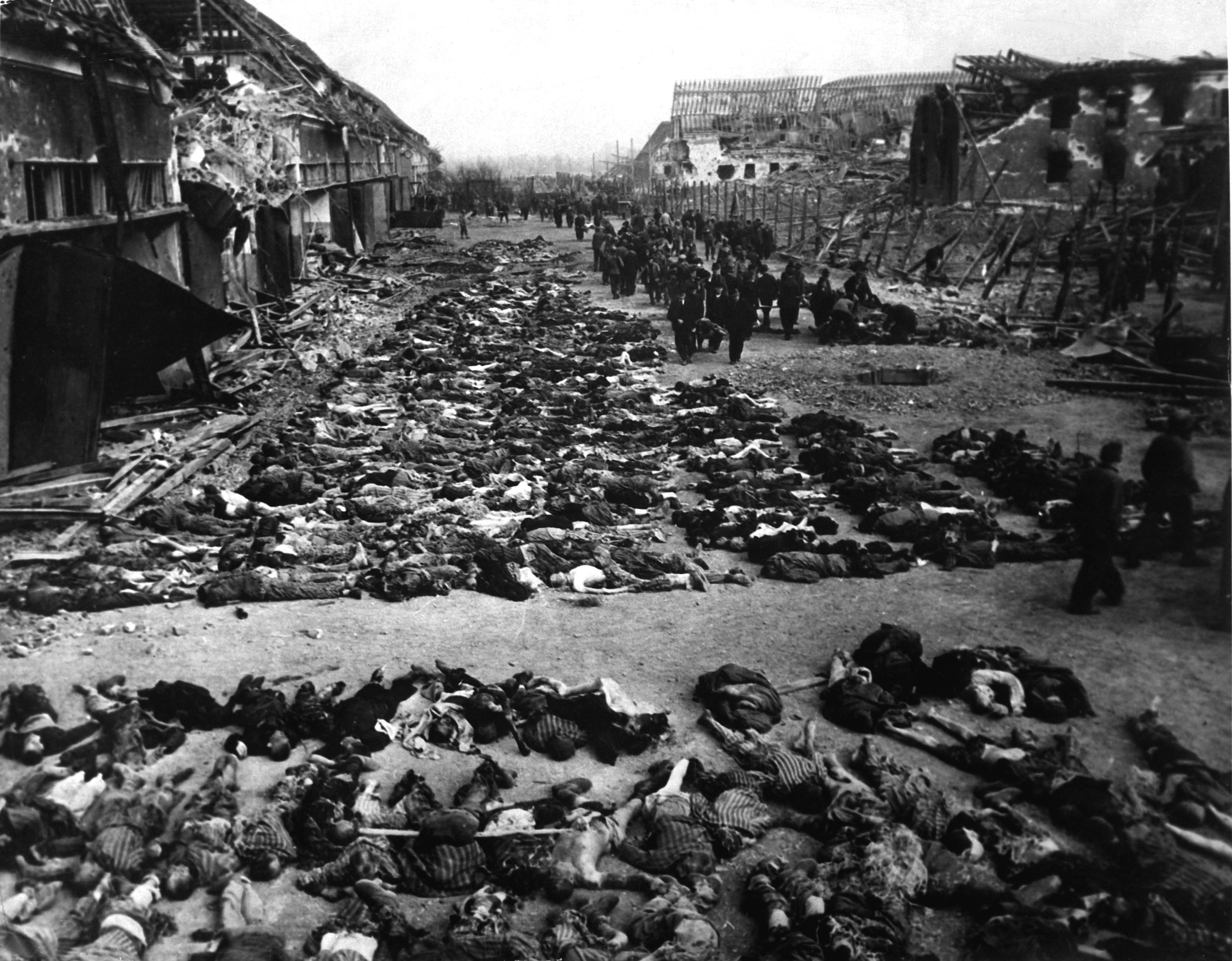
Obóz koncentracyjny Mittelbau-Dora zasłany ciałami ofiar; zdjęcie z 12 kwietnia 1945

Spośród około 9,8–10,0 miliona Żydów żyjących w 1939 roku w Europie, około sześć milionów, w tym ponad milion dzieci zostało systematycznie zamordowanych w czasie zaplanowanej przez niemiecką III Rzeszę zagłady Żydów. Wśród nich, z około 3,3 miliona Żydów polskich, zginęło 3 miliony (ok. 90%), zaś z półtora miliona zamieszkujących Ukrainę radziecką, zginęło 900 tysięcy (ok. 60%). W innych krajach słowiańskich oraz Niemczech, Rumunii i na Węgrzech zamordowano 50–90% żydowskich mieszkańców. Według niektórych historyków, np. Dietera Pohla, w mordowaniu Żydów czynnie uczestniczyło zarówno 200 tysięcy Niemców i Austriaków, jak i 200 tysięcy osób innych narodowości. Większość zamordowanych Żydów była aszkenazyjczykami. Około pięć z sześciu milionów ofiar posługiwała się językiem jidysz. Świat aszkenazyjski oraz kultura jidysz w Europie zostały zdziesiątkowane.
Około 1,4 miliona Żydów walczyło w trakcie II wojny światowej w armiach alianckich.

### Lata powojenne
Bezpośrednio po wojnie kilkaset tysięcy ocalonych Żydów spędziło szereg lat w obozach dla osób przemieszczonych (tzw. obozach DP) w Niemczech, Austrii i we Włoszech. Społeczności uchodźców zorganizowały się społecznie i politycznie, dążąc wpierw do respektowania ich praw w obozach, a później do prawa emigracji do Brytyjskiego Mandatu Palestyny. Jednocześnie w latach 1945–1948 organizacja Bricha umożliwiła nielegalną emigrację około 150–250 tysięcy Żydów z Europy Środkowej i Wschodniej do Mandatu Brytyjskiego.
14 maja 1948 r. Izrael proklamował niepodległość. Zlikwidowanie istniejących wcześniej restrykcji wjazdowych otworzyło bramy imigrantom żydowskim. W latach 1948–1950 w Izraelu osiadło pół miliona osób, z których większość pochodziła z Europy Środkowo-Wschodniej. Państwo izraelskie zrezygnowało z używania jidysz na rzecz języka hebrajskiego.
W 1950 roku większość (51%) Żydów zamieszkiwała kontynenty amerykańskie (w tym 4,5–5,0 mln w USA), zaś w Europie najliczniejszą społecznością (około 2 milionów osób) byli Żydzi rosyjscy.
W Stanach Zjednoczonych prężnie rozwijały się poszczególne denominacje judaizmu – reformowana, konserwatywna i ortodoksyjna – oraz świeckie życie żydowskie. Powstały nowe prądy religijno-filozoficzne, m.in. założony w 1963 judaizm humanistyczny i w 1968 rekonstrukcjonistyczny. Wyłoniły się również ruchy społeczne: solidarności z Żydami w ZSRR, którym państwo odmawiało emigracji, oraz żydowskiego feminizmu. Wachlarz preferencji politycznych Żydów amerykańskich jest szeroki, jednak większościowo oddawano głosy na Partię Demokratyczną. W wyborach prezydenckich na Harry’ego Trumana głosowało 75%, J.F. Kennedy’ego poparło 82%, Lyndona Johnsona – 90%, zaś za Jimmym Carterem głosowało 71% elektoratu żydowskiego.
W ZSRR pod koniec lat 40. XX wieku władze rozpoczęły kampanię przeciw syjonistom oraz „kosmopolitom”, w rzeczywistości o charakterze antysemickim, m.in. przeprowadzając pokazowe procesy i skazując członków Żydowskiego Komitetu Antyfaszystowskiego, wybitnych literatów języka jidysz oraz wyrzucając Żydów ze szpitali, laboratoriów, placówek naukowych i uczelni medycznych w ramach prowokacji zwanej Spiskiem lekarzy kremlowskich. Jednocześnie do 1970 roku praktycznie uniemożliwiano emigrację z ZSRR. Dopiero po liberalizacji ustroju komunistycznego przez Michaiła Gorbaczowa i otwarciu granic dla emigracji, w latach 1990–2001 ponad 1,1 mln Żydów wyjechało z Rosji do Izraela oraz Stanów Zjednoczonych.
Dziś ocenia się, że w Stanach Zjednoczonych żyje około 5–6 milionów, zaś w Izraelu 2,8–4 milionów Żydów aszkenazyjskich.

## Obyczaje, prawa religijne i tradycje aszkenazyjskie
Praktyki prawa religijnego ortodoksyjnych Żydów aszkenazyjskich oraz sefardyjskich nieco się różnią od siebie. Rozbieżności odnotowane są m.in. w komentarzach Mojżesza Isserlesa do kodeksu Szulchan aruch. Poniżej przedstawiona jest skrótowa lista różnic.
- Przy obchodzeniu święta Pesach Żydzi aszkenazyjscy tradycyjnie powstrzymują się od spożywania strąków, zboża, prosa i ryżu, zaś wśród sefardyjczyków nie funkcjonują takie zakazy.
- Żydzi aszkenazyjscy łączą swobodnie ryby i produkty mleczne, podczas gdy niektórzy Sefardyjczycy powstrzymują się od ich łączenia.
- Aszkenazyjczycy wykazują się większym liberalizmem wobec wymogu stosowania peruk przez kobiety zamężne i wdowy (wyjątkiem są chasydzi).
- Aszkenazyjczycy posiadają zazwyczaj bardziej liberalne zasady koszerności w odniesieniu do mięsa niż Sefardyjczycy.
- Noworodkom Żydów aszkenazyjskich często nadaje się imiona nieżyjących członków rodzin. U sefardyjczyków imię dziecka pochodzi od jednego z jego dziadków, nawet jeśli jest żyjący.
- W tradycyjnym obrzędzie aszkenazyjskim rzemienie tefilin zawijane są w kierunku ciała, nie na zewnątrz, zaś przywdziewanie odbywa się na stojąco (wśród innych Żydów – na siedząco).
- Tradycyjna aszkenazyjska wymowa języka hebrajskiego ma wyraźne cechy własne. Na przykład często litera taw (ת) wymawiana jest jako „s”, nie „t”.
- Większość ortodoksyjnych Żydów aszkenazyjskich zakłada talit (szal modlitewny) po zawarciu małżeństwa, choć zachodnioeuropejscy aszkenazyjczycy zakładają go od dnia ceremonii bar micwa (podczas trzynastych urodzin). W odróżnieniu od nich, Żydzi sefardyjscy lub Mizrachijczycy zakładają talit od wczesnego dzieciństwa[101].

Istnieje również termin Nusach Aszkenaz (z hebr. odmiana aszkenazyjska), określający obrządek liturgiczny zawarty w sidurze (modlitewniku) Żydów aszkenazyjskich, w tym treść, dobór i kolejność modlitw oraz pieśni. Dwa pozostałe główne obrządki to Nusach Sefard (niemający związku z Żydami sefardyjskimi; będący tożsamy z polskim, chasydzkim nusach) oraz Nusach Chabad.

## Słynni Żydzi aszkenazyjscy
Żydzi aszkenazyjscy wnieśli ogromny wkład w światową wiedzę i kulturę. Około jednej czwartej wszystkich laureatów Nagrody Nobla oraz 27% laureatów Nagrody Turinga stanowią Żydzi.
Spośród wielu wybitnych badaczy nauk przyrodniczych wywodzących się ze świata aszkenazyjskiego można wymienić choćby Alberta Einsteina, Richarda Feynmana, Nielsa Bohra, Wolfganga Pauliego czy Kazimierza Fajansa. Wybitne osiągnięcia w dziedzinie nauk matematycznych wnieśli m.in. Benoît Mandelbrot, Ary Sternfeld czy John von Neumann. Podwaliny pod współczesną psychoanalizę podłożyli Zygmunt Freud, Alfred Adler i Erich Fromm. Spośród filozofów warto zaś wymienić m.in. Karla Poppera, Edmunda Husserla, Martina Bubera czy Hannę Arendt, zaś z teologów – Abrahama Joshuę Heschla. Godnym wymienienia jest również László Bíró, wynalazca długopisu.
Spośród długiej listy literatów warto wymienić choćby Franza Kafkę, Izaaka Babla, Józefa Rotha, Borisa Pasternaka, Osipa Mandelsztama, Iosifa Brodskiego, Bruno Schulza, Juliana Stryjkowskiego, Bolesława Leśmiana, czy Juliana Tuwima. W poczet słynnych malarzy wchodzą m.in. Marc Chagall, Chaim Soutine, El Lissitzky, Maurycy Gottlieb, Mordechaj Ardon i Erna Rosenstein, postaci świata filmowego – Fritz Lang, Woody Allen, Aleksander Ford, Sarah Michelle Gellar, Jerzy Hoffman, Roman Polański, zaś kompozytorów – Gustav Mahler, George Gershwin, Grzegorz Fitelberg, Arnold Schönberg, Aaron Copland, Lukas Foss, Leonard Bernstein, Paweł Klecki, Władysław Szpilman.

## Badania DNA
Pierwsze próby określenia rodowodu Żydów aszkenazyjskich na drodze analiz materiału genetycznego sięgają lat 90. XX wieku.
Tak jak w przypadku większości badań migracji ludności za pomocą analiz kodu DNA, wczesne poszukiwania dotyczyły dwóch segmentów ludzkiego genomu: chromosomu Y (przekazywanego przez mężczyzn) oraz mitochondrialnego DNA (przekazywanego przez kobiety). Segmenty te nie podlegają rekombinacji genetycznej. Prowadzone są również badania asocjacyjne całego genomu.

### Linia męska: chromosom Y
Opublikowana w 2000 roku praca dotycząca haplotypów chromosomu Y dotyczyła pochodzenia Żydów po linii męskiej. Hammer i inni odkryli, że u aszkenazyjczyków i sefardyjczyków chromosom ten posiada mutacje charakterystyczne dla ludów bliskowschodnich i niewystępujące wśród ogólnej ludności europejskiej. Obserwacja ta była wskazówką, że męscy przodkowie aszkenazyjczyków pochodzili w większości z Bliskiego Wschodu. Wyznaczono również, że domieszka genetyczna w linii męskiej wynosiła mniej niż 0,5% na jedno pokolenie w szacowanym okresie 80 pokoleń, ze „względnie niewielkim wkładem europejskich chromosomów Y”, zaś całkowita domieszka była bardzo zbliżona do „oszacowanej w pracy Motulskiego wartości 12,5%”. Obserwacja ta popierała tezę, że „Żydzi mieszkający w diasporze w Europie, północno-zachodniej Afryce i na Bliskim Wschodzie są [genetycznie] bardziej podobni do siebie niż do swoich nieżydowskich sąsiadów”.
W pracy z 2001 roku Nebel i inni wykazali, że w badanej linii męskiej zarówno aszkenazyjskich, jak i sefardyjskich Żydów cechuje to samo, bliskowschodnie pochodzenie. Stwierdzono również, że w porównaniu do innych, reprezentatywnych grup w regionie, Żydów przeciętnie cechuje bliższy związek z północną częścią obszaru Żyznego Półksiężyca. Jednocześnie autorzy pracy zaobserwowali u badanych aszkenazyjczyków nieco podwyższone występowanie chromosomów Eu 19 (R1a) – 12,7% – które pojawiają się często w przypadku wschodnich Europejczyków (54–60%). Stawiają oni hipotezę, że różnice w obrębie Żydów aszkenazyjskich mogą odzwierciedlać niewielki przepływ genów z otaczających ludności europejskich i/lub dryf genetyczny w stanie izolacji. W późniejszej pracy grupy A. Nebel z 2005 roku zaobserwowano u badanych aszkenazyjczyków podobny poziom (11,5%) występowania chromosomu R1a1a (M17+), haplogrupy chromosomu Y dominującej wśród wschodnich Europejczyków, co sugerowałoby niewielki przepływ genów.

### Linia żeńska: mitochondrialny DNA
Przed 2006 rokiem genetycy dochodzący rodowodu większości żydowskiej ludności na świecie uważali, że jej przodkami są mężczyźni, którzy wyemigrowali z Bliskiego Wschodu oraz kobiety z lokalnych ludności, które pojmowali oni za żony. Żony te dokonywały konwersji na judaizm, po czym nie następowały dalsze małżeństwa mieszane z nie-Żydami.
Jednak wyniki wysokorozdzielczej analizy haplogrupy K (mtDNA) zespołu kierowanego przez D.M. Behara, opublikowanej w roku 2006 wskazują, że około 40% współczesnej ludności aszkenazyjskiej po linii matki pochodzi od czterech kobiet lub „linii założycielskich”, „prawdopodobnie z hebrajsko-lewantyńskiej puli mtDNA”, które żyły pomiędzy 1. a 2. stuleciem n.e. Pomimo że haplogrupa K występuje często w zachodniej Eurazji, „obserwowany całościowy kształt rozkładu wskazuje, że hipoteza, by cztery wspomniane linie założycielskie mogły wejść do puli aszkenazyjskiego mtDNA poprzez przepływ genów z europejskiej ludności lokalnej jest bardzo mało prawdopodobna”.
„Zarówno rozmiar, jak i umiejscowienie matrylinealnego pierwotnego demosu, z którego wyłonili się Żydzi aszkenazyjscy, pozostają niejasne. W tej pracy, wykorzystując kompletne sekwencje odziedziczonych matrylinealnie mitochondrialnych DNA (mtDNA) wykazujemy, że około połowa spośród Żydów aszkenazyjskich, szacowanych na 8 000 000 osób, wywodzi się z jedynie czterech kobiet, posiadających własne [sekwencje] mtDNA, praktycznie nieobecne wśród innych ludności, za ważnym wyjątkiem słabego ich występowania wśród Żydów nieaszkenazyjskich. Wnioskujemy, że cztery założycielskie mtDNA, prawdopodobnie bliskowschodniego pochodzenia, doznały znaczącej lub znaczących ekspansji w Europie w trakcie minionego tysiąclecia...”
Ponadto grupa badawcza pod kierunkiem dr. Behara zasugerowała, że pozostała część mtDNA pochodzi od około 150 kobiet, z których większość jest rodowodu bliskowschodniego. Dalsza praca dr. Behara wskazuje z kolei, że powyższy układ mitochondralnego DNA różni się od układu występującego w pozaeuropejskich populacjach żydowskich.

### Badania asocjacyjne całego genomu oraz powiązań
W epidemiologii genetycznej, badanie asocjacyjne całego genomu (badanie GWA lub GWAS) polega na zbadaniu wszystkich lub większości genów (genomu) u różnych jednostek danego gatunku celem porównania różnic między osobą a osobą. Początkowo technikę tę stosowano w epidemiologii, celem wyznaczenia związków między obserwowanymi cechami a kodem genetycznym.
Grupa badawcza pod kierunkiem M. Seldina przebadała w roku 2006 ponad 5 tysięcy autosomalnych polimorfizmów pojedynczego nukleotydu, chcąc przedstawić europejską podstrukturę genetyczną. Wyniki wskazują na „spójną i odtwarzalną różnicę pomiędzy północną i południową grupą populacji”. Większość północnych, środkowych i wschodnich Europejczyków (Finowie, Szwedzi, Anglicy, Irlandczycy, Niemcy i Ukraińcy) wykazywali w >90% cechy grupy północnej, natomiast większość Europejczyków pochodzenia południowego (Włosi, Grecy, Portugalczycy i Hiszpanie) wykazywało w >85% cechy grupy południowej. Na tym tle zarówno aszkenazyjscy, jak i sefardyjscy Żydzi wykazywali również >85% cech grupy południowej, co, jak wnioskowali badacze, jest „spójne z późniejszym śródziemnomorskim pochodzeniem tych grup etnicznych”.
W pracy z 2007 roku grupa badawcza pod kierunkiem M. Baucheta wykazała, że w zestawieniach globalnych Żydzi plasują się najbliżej arabskiej ludności Afryki Północnej, zaś w analizie struktury europejskiej mają cechy wspólne jedynie z Grekami i południowymi Włochami, co wskazuje na ich południowo-śródziemnomorskie pochodzenie.
Grupa badawcza pod kierownictwem Gil Atzmona i Harry’ego Ostrera w swojej pracy z 2010 roku stwierdziła: „Na podstawie analiz metodami wiodącego składnika, filogenetycznej oraz tożsamości według pochodzenia (IBD), zidentyfikowane zostały dwie główne grupy: Żydzi bliskowschodni oraz Żydzi europejscy/syryjscy. Wspólne segmenty [DNA] w metodzie IBD oraz bliskość Żydów europejskich do siebie oraz do ludności południowoeuropejskich sugerują istnienie wspólnego pochodzenia i obalają hipotezę o znacznych genetycznych wkładach pochodzących od środkowo- i wschodnioeuropejskich oraz słowiańskich ludności w procesie formowania Żydów aszkenazyjskich”, jako że obie grupy – Żydzi bliskowschodni oraz europejscy/syryjscy posiadają wspólnych przodków, którzy żyli na Bliskim Wschodzie około 2500 lat temu. W wyniku przebadania markerów genetycznych wzdłuż całego genomu stwierdzono, że grupy żydowskie (zarówno aszkenazyjskie, jak i nieaszkenazyjskie) cechują rozległe połacie wspólnego kodu DNA, co wskazuje na wspólne pokrewieństwo tych grup. Każda z badanych podgrup (Żydzi irańscy, iraccy, syryjscy, włoscy, tureccy, greccy i aszkenazyjscy) posiada własną sygnaturę genetyczną, jednak są one bardziej zbliżone do siebie niż do nieżydowskich mieszkańców krajów, w których żyła dana diaspora. Badacze określili, że znalezienie identycznych markerów SNP w segmentach genetycznych złożonych z trzech (lub więcej) milionów elementów DNA, było dziesięciokrotnie bardziej prawdopodobne wśród Żydów niż wśród nie-Żydów. Wyniki tej analizy zgadzały się również z biblijnym zapisem dziejów żydowskich. Badania wykazały ponadto, że w porównaniu do nieżydowskich grup Europejczyków, ludnością najbardziej zbliżoną do Żydów aszkenazyjskich są dzisiejsi Włosi. Badacze hipotetyzowali, że może być to wynik małżeństw mieszanych oraz konwersji na judaizm w czasach Cesarstwa rzymskiego. Stwierdzono również, że odległość między dowolnymi dwoma aszkenazyjskimi uczestnikami badań jest na poziomie kuzynów czwartego-piątego stopnia pokrewieństwa.
Analiza grupy badawczej pod kierownictwem Stevena Braya, metodą mikromacierzy SNP oraz analizy pokrewieństwa wykazała z kolei, że pomiędzy 35 a 55 procent współczesnego genomu aszkenazyjskiego może być europejskiego pochodzenia oraz że europejski „wkład jest wyraźnie wyższy niż poprzednie szacunki na podstawie badań chromosomu Y”. W badaniu wzięto Druzów oraz Arabów Palestyńskich jako odniesienie bazowe dla genomu przodków Żydów na świecie. Wobec tego odniesienia, nierównowaga w pokrewieństwie wśród ludności aszkenazyjskiej została zinterpretowana jako „ślady wzajemnego mieszania się lub «domieszki» pomiędzy ludnością bliskowschodnią a europejską”.